# Ханю Юдзуру
Юдзуру Ханю (яп. 羽生結弦, кириліз.: Ханю: Юдзуру, латиніз. Hanyu Yuzuru; нар. 7 грудня 1994 року) — японський фігурист в одиночному катанні, двократний  олімпійський чемпіон (2014, 2018), двократний чемпіон світу (2014, 2017), чотирикратний переможець фіналу Гран-прі (2013–2016), шестикратний національний чемпіон Японії (2013–2016, 2021, 2022), срібний (2015, 2016 та 2019) та бронзовий (2012) призер чемпіонатів світу, переможець (2020) та трикратний срібний призер чемпіонату Чотирьох континентів (2011, 2013, 2017), чемпіон світового командного чемпіонату (2017), чемпіон світу серед юніорів (2010), переможець фіналу Гран-прі серед юніорів сезону 2009–2010, двократний чемпіон Японії в юніорському розряді. Ханю став першим і єдиним фігуристом-одиночком серед чоловіків, який досяг Super Slam, вигравши всі великі змагання у своїй старшій та молодшій кар'єрі.
Юдзуру Ханю вважається одним із найвидатніших фігуристів в історії фігурного катання, він 19 разів ставав володарем світових рекордів, і це найбільша кількість рекордів для фігуристів одиночного катання після впровадження 2004 року чинної системи суддівства Міжнародного союзу ковзанярів (ІСУ). Він – володар історичних світових рекордів ІСУ за системи -3/+3 GOE в короткій (112,72 балів) та довільній (223,20 балів) програмах ери до 2018–2019 сезону та за сумою балів (330,43 балів), а також поточний володар найвищих балів за коротку програму. Ханю став першим фігуристом, що подолав позначку в 100 балів в короткій програмі, 200 балів в довільній програмі та 300 балів за сумою програм. Станом на 2 серпня 2020 року займає 1 місце рейтингу ІСУ.
Ханю став першим представником Азії, який виборов золото одиночного чоловічого катання на Олімпійський іграх. У віці 19 років він також став наймолодшим переможцем в цій дисципліні з часів перемоги Діка Баттона 1948 року. Ханю першим виграв дві золоті медалі поспіль на Олімпійських іграх з часів перемоги Баттона в 1948 та 1952 роках. 2016 року на змаганні CS Autumn Classic International Ханю вперше в історії успішно виконав четверний рітбергер на змаганнях.
За свої досягнення Ханю удостоївся численних нагород, зокрема, Нагородою Народної пошани (2018) та Медалями Пошани з Пурпуровими стрічками (2014, 2018).

## Кар'єра

### Початок спортивної кар'єри
Ханю почав кататись на ковзанах у віці чотирьох років за прикладом своєї старшої сестри Сайї. Вперше Ханю взяв участь у національних змаганнях у сезоні 2004-2005; на чемпіонаті Японії серед новачків категорії «Б» (нижчого з двох рангів для новачків) 2004 року здобув золото. Проте згодом його рідна ковзанка закрилася у зв'язку з фінансовими труднощами, що призвело до скорочення часу на заняття фігурним катанням. Його тренером в той час стала Нанамі Абе, під її керівництвом в сезоні 2006–2007 Ханю взяв участь у чемпіонаті Японії серед новачків категорії «А» та здобув бронзову медаль. Це надало йому можливість виступити на юніорському чемпіонаті Японії, де він зайняв 7 місце.
2007 року його місцева ковзанка відновила свою роботу, а Ханю знову виступив на чемпіонаті Японії серед новачків категорії «А» та здобув перемогу. Отримавши запрошення на чемпіонат Японії серед юніорів, він завоював «бронзу» сезону 2007–2008.

### Сезон 2008–09: міжнародний дебют на юніорському рівні
2008 року Ханю дебютував на юніорському рівні та вперше взяв участь в серії юніорського Гран-прі ІСУ. На етапі в Мерано (Італія) він посів 5 місце за сумою програм. Після цього виграв Чемпіонат Японії серед юніорів сезону 2008–2009 з 57,25 балами (4-те місце) та 124,92 балами (1 місце) за коротку та довільну програми відповідно. Так він став наймолодшим національним чемпіоном серед юніорів у віці 13 років. Перемога надала Ханю можливість взяти участь на дорослому чемпіонаті Японії, де він посів 8-ме місце. Результати юніорського чемпіонату Японії слугували також для відбору на Чемпіонат світу серед юніорів, на якому Ханю виступив у лютому 2009 року та посів 12-те місце (з 11-тим місцем в короткій програмі  та 13-те в довільній програмі.

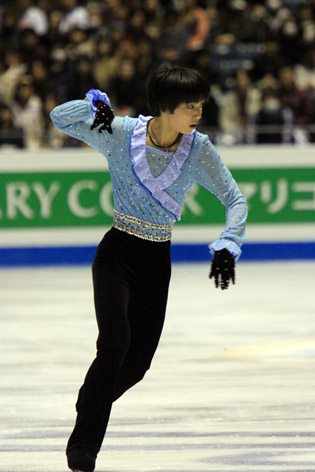
Ханю на 2009 Фіналі Гран-прі серед юніорів

### Сезон 2009–10: титул чемпіона світу серед юніорів
В сезоні 2009–2010 Ханю виграв два етапи юніорської серії Гран-прі — в Хорватії та Польщі та став першим при відборі до Фіналу Гран-прі серед юніорів. На Чемпіонаті Японії серед юніорів Ханю виграв коротку програму, став другим в довільній програмі та  здобув перемогу за сумою балів, отримавши також запрошення на участь в дорослому Чемпіонаті Японії сезону 2009-2010. Після цього Ханю виступив на Фіналі Гран-прі серед юніорів та виграв його з особистим рекордом. На дорослому Чемпіонаті Японії він посів 6-те місце. Завдяки своїм результатам впродовж сезону Ханю відібрався на Чемпіонат світу серед юніорів. Він став третім в короткій програмі та 1-им в довільній з новим особистим рекордом в 216,10 балів та виграв змагання, ставши наймолодшим та четвертим для Японії чемпіоном в чоловічому одиночному катанні серед юніорів. В квітні 2010 року Ханю перейшов до Тохокуської старшої школи.

### Сезон 2010–11: міжнародний дебют на дорослому рівні
На початок сезону 2010–11 Ханю уже виповнилось 15 років, і він отримав можливість змагатись на «дорослому» рівні. В серії Гран-прі він виступив на етапах 2010 NHK Trophy та 2010 Rostelecom Cup. На етапі в Японії Ханю в довільній програмі вперше успішно виконав четверний тулуп на змаганнях ІСУ та став четвертим за сумою балів; на етапі в Росії він став 7-м. На Чемпіонаті Японії 2010-2011 Ханю був другим після короткої програми, проте посів лише четверте місце за сумою балів після довільної програми. За результатами сезону його направили на Чемпіонат чотирьох континентів 2011 року, де він взяв «срібло» з найкращим особистим результатом 228,01 балів.

У березні 2011 року стався Великий тохокуський землетрус, від якого сильно постраждали рідні регіон та місто Ханю, Сендай. В момент землетрусу він тренувався на ковзанці. Від поштовхів труби водопроводу прорвало, і лід тріснув, Ханю разом з іншими фігуристами та працівниками ковзанки покидали приміщення навколішки; дім Ханю також значно постраждав, разом з родиною він провів 4 дні в евакуаційному центрі. Ковзанка в Сендаї закрилася на реконструкцію, і Ханю тренувався на ковзанках Йокогами та Хатінохе, Аоморі, доки 24 липня 2011 року його ковзанка не відновила роботу. Ставши свідком страждань та горя, що зазнали люди від землетрусу, Ханю сумнівався, чи варто продовжувати заняття фігурним катанням, проте згодом віднайшов мотивацію, прагнучи стати фігуристом, здатним приносити людям надію своїми виступами. Впродовж цього часу він взяв участь в близько 60 льодових шоу, а тренування проводив за можливості на місцях шоу. У квітні він разом з іншими фігуристами взяв участь в благодійному льодовому шоу задля потерпілих від землетрусу.

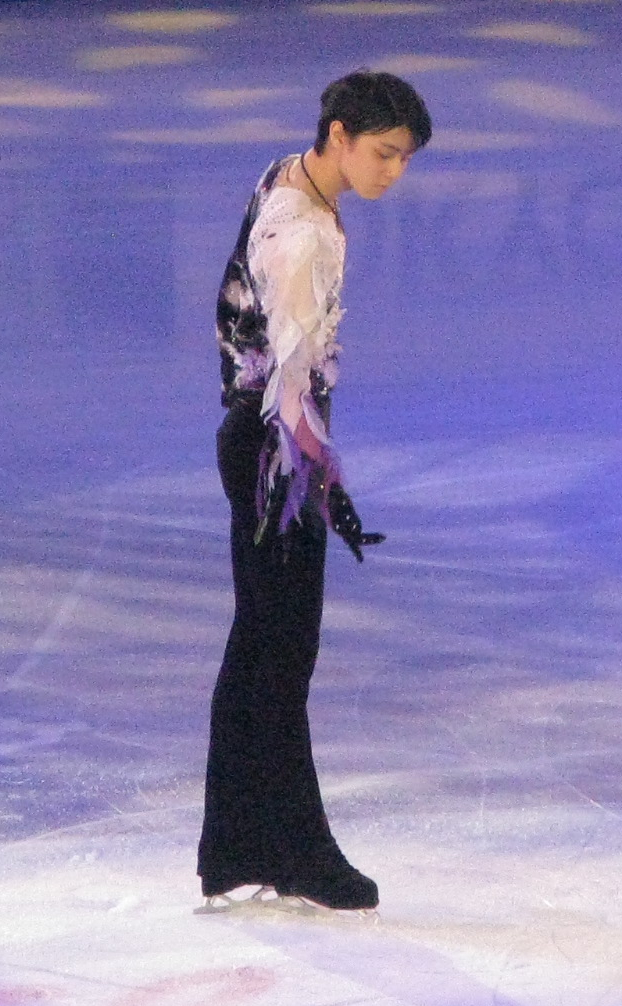
Показова програма "White legend" на Чемпіонаті світу 2012

### Сезон 2011–2012: бронза чемпіонату світу
У вересні 2011 року Ханю виграв 2011 Nebelhorn Trophy з сумою 226,26 балів, ставши першим як в короткій, так і в довільній програмах. В серії Гран-прі Ханю виступив на 2011 Cup of China, де став 4-им, та 2011 Rostelecom Cup, де переміг з новим особистим рекордом. Він уперше кваліфікувався до Фіналу Гран-прі та зайняв там 4 місце.
На Чемпіонаті Японії Ханю виборов бронзу та став членом команди Японії на Чемпіонаті світу 2012 в Ніцці. На своєму першому чемпіонаті світу Ханю був сьомим в короткій програмі, але зумів стати другим в довільній. Ханю виграв "бронзу" з сумою 251,06 балів, зайнявши місце на подіумі разом з переможцем Патріком Чаном та срібним медалістом Дайске Такахаші. У віці 17 років 3 місяців Ханю став наймолодшим для Японії медалістом чемпіонату світу.
В квітні 2012 року Ханю змінив тренера та перейшов під керівництво Брайана Орсера з базою в спортивному клубі Toronto Cricket, Skating and Curling Club, розташованому в Торонто.

### Сезон 2012–2013
На своєму першому змаганні сезону, 2012 Finlandia Trophy, Ханю отримав перемогу. В довільній програмі він успішно виконав два четверних стрибка: тулуп та перший для себе на змаганнях сальхов. В серії Гран-прі Ханю виграв срібну медаль на своєму першому етапі 2012 Skate America з рекордом в короткій програмі (95,07 балів). На другому етапі 2012 NHK Trophy, що проходив в Сендаї, Японії, Ханю оновив власний рекорд з 95,32 балами в короткій програмі та виграв змагання. Ці результати дали йому можливість виступити на Фіналі Гран-прі в Сочі, де він отримав «срібло».
В грудні 2012 року Ханю вперше виграв Чемпіонат Японії, зайнявши перше місце в короткій програмі та друге в довільній. На Чемпіонаті чотирьох континентів 2013 року він взяв друге "срібло" з першим та третім результатами в короткій та довільній програмах відповідно. Після Чемпіонату Ханю перехворів грипом, а згодом отримав травму лівого коліна. На Чемпіонаті світу 2012 Ханю став 9-м в короткій програмі, впавши з четверного тулупа. На тренуванні перед довільною програмою він до того ж травмував праву щиколотку, але зайняв третє місце за результатами довільної програми та став четвертим за сумою балів. Дайсуке Такахасі зайняв шосте місце; ці результати гарантували Японії 3 квоти (максимальну кількість місць) в дисципліні чоловічого одиночного катання на Олімпіаді 2014 року в Сочі. Ханю згодом відмовився від участі в Командному чемпіонаті світу для того, зосередившись на лікування травми коліна.

### Сезон 2013–2014: Олімпіада Сочі–2014 та титул чемпіона світу
В сезоні 2013–2014 Ханю став переможцем фіналу Гран-прі, олімпійським чемпіоном та чемпіоном світу. Він двічі встановлював рекорди в короткій програмі та вперше отримав більше ста балів за коротку програму.
На змаганні 2013 Finlandia Trophy Ханю отримав перемогу, вигравши обидві програми. На етапах серії Гран-прі 2013 Skate Canada International та 2013 Trophée Éric Bompard Ханю здобув «срібло» та кваліфікувався до Фіналу Гран-прі у Фукуоці. Там Ханю став першим в короткій програмі з новим світовим рекордом (99,84 балів) та першим же в довільній програмі з особистим рекордом (193,41 балів), незважаючи на падіння з четверного сальхова, та виграв свій перший Фінал Гран-прі з 293,25 балами.
У грудні Ханю вдруге став національним чемпіоном, вигравши обидва сегменти змагань на Чемпіонат Японії  2013 року.  Після цього його включили до складу команди Японії на Олімпіаду та Чемпіонат світу 2014 року.

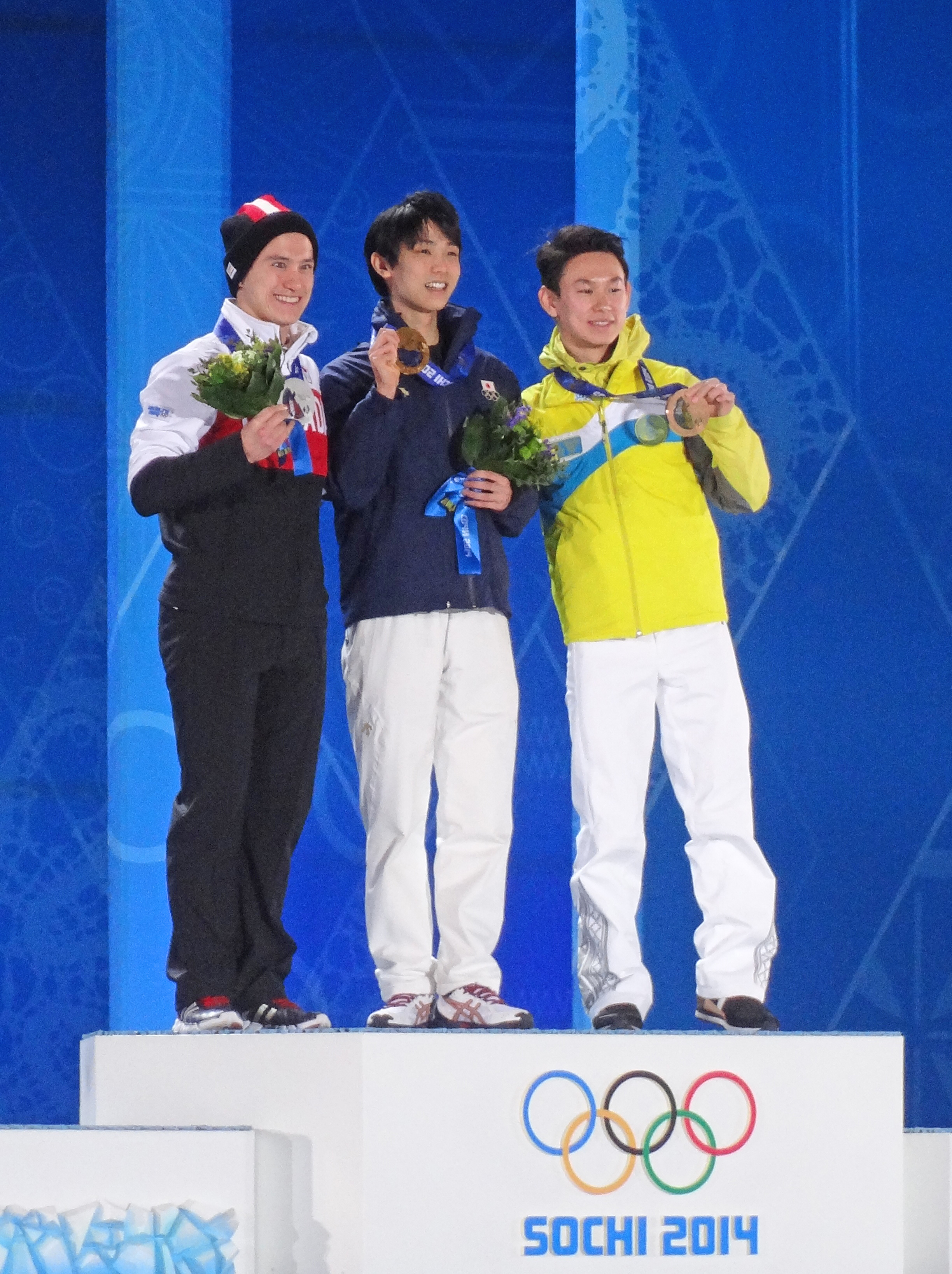
Медалісти Олімпіади-2014, зліва направо: Патрік Чан (срібло), Юдзуру Ханю (золото), Денис Тен (бронза).

#### Олімпіада Сочі–2014
На Зимових олімпійських іграх в Сочі Ханю взяв участь в командних змаганнях з фігурного катання як представник команди Японії. Він виступав лише в короткою програмою, за яку отримав 97,98 балів, зайнявши перше місце. За результатами командних змагань японська команда стала п'ятою.
В індивідуальних змаганнях Ханю побив свій же світовий рекорд в короткій програмі з 101,45 балами, вперше у світі набравши більше ста балів за коротку програму. В довільній програмі він двічі впав зі стрибків та отримав 178,64 бали; Ханю своїм прокатом був невдоволеним та спершу думав, що з таким результатом не зможе виграти, але все ж став першим в обох програмах та став переможцем.
Ханю виграв свою першу золоту медаль Олімпійських ігор у віці 19 років, ставши наймолодшим чемпіоном з часів перемоги Діка Баттона в 1948 року у віці 18 років та четвертим фігуристом після Баттона, Ульріха Сальхова та Іллі Куліка, що спромігся виграти золоту медаль в свій олімпійський дебют. Окрім того Ханю став першим представником Азії з перемогою в чоловічому одиночному катанні, єдиним переможцем на Олімпіаді в Сочі від Японії, а також другим переможцем від Японії у фігурному катанні на Олімпійських іграх після Сідзуки Аракави, золотої медалістки в жіночому одиночному катанні Турину-2006,. У квітні в Сендаї провели парад на честь перемоги Ханю, в якому взяло участь близько 92 тисяч людей.
На Чемпіонаті світу 2014 в Сайтамі 26–30 березня Ханю знову отримав перемогу. Він став третім за результатами короткої програми з 91,24 балами після падіння з четверного тулупу. В довільній програмі йому вдалось стати першим з 191,35 балами та виграти свій перший титул чемпіона світу з загальною сумою 282,59, обійшовши срібного медаліста Тацукі Матіду на 0,33 бали.
Ханю став першим фігуристом одиночного катання після Олексія Ягудіна (сезон 2001-2002), що зумів в один сезон виграти "потрійну корону": Фінал Гран-прі, Олімпіаду та Чемпіонат світу.

### Сезон 2014–15
В пост-олімпійському сезоні Ханю збирався виступити на змаганні 2014 Finlandia Trophy, але знявся через травму спини.

Першим змаганням серії Гран-прі Ханю був етап 2014 Cup of China в Китаї. Він став другим за результатами короткої програми. На 6-хвилинній розминці перед довільною програмою, Ханю зіштовхнувся з китайським фігуристом Хань Янем. Незважаючи на явні ушкодження та перестороги лікарів, Ханю вирішив виступити в довільній програмі; під час прокату він упав п'ять разів, але зміг в результаті вибороти «срібло». Після змагання йому наклали 10 швів на голову та підборіддя, у нього були численні пошкодження, зокрема, синяки та пошкодження торсу лівого стегна, а також вивих правої щиколотки. Для подальшого лікування він повернувся в Японію.

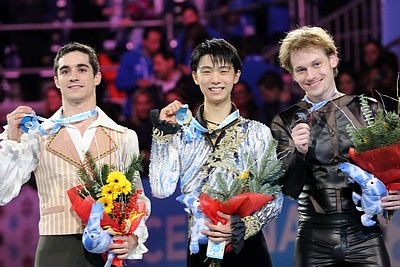
Медалісти Фіналу Гран-прі 2014, зліва направо: Хав'єр Фернандес (срібло), Юдзуру Ханю (золото), Сергій Воронов (бронза).

За декілька днів до свого другого етапу серії Гран-прі, 2014 NHK Trophy, Ханю заявив, що незважаючи на погану форму, візьме участь в змаганні в надії на участь в Фіналі Гран-прі. В короткій програмі він з труднощами став п'ятим, а в довільній – третім, та лише з відривом в 0,15 балів зайняв четверте місце за сумою балів. Це дозволило йому відібратись до Фіналу Гран-прі в Барселоні, де він став першим і в короткій (94,08 балів), і в довільній (194,08 балів, особистий рекорд та загальний найвищий бал за довільну програму в сезоні) програмах та переміг з відривом в 34,26 балів від другого місця, яке зайняв Хав'єр Фернандес з Іспанії. Він став другим японським фігуристом після Мао Асади, що повторно завоював титул чемпіона Фіналу Гран-прі.
В грудні Ханю виступив на Чемпіонаті Японії з фігурного катання 2014–15, Він виграв обидві програми з загальною сумою 286,86 балів та завоював свій третій титул національного чемпіона. Ханю знявся з гала через біль в животі, і згодом йому діагностували захворювання пов'язане з урахусом та призначили відповідну операцію на кінець січня. Госпіталізація тривала два тижні, і через місяць Ханю мав повернутись на лід. Проте в лютому він знову був вимушений призупинити тренування на два тижні через повторний вивих правої щиколотки. Вже у березні перед чемпіонатом світу Ханю відновив тренування в Японії без безпосередньої допомоги свого тренера, Брайана Орсера.
На Чемпіонаті світу 2015 в Шанхаї Ханю виграв коротку програму з найвищим для себе результатом сезону. В довільній програмі він набрав 175,88 балів, став третім та виграв срібну медаль з сумою в 271,08 балів, програвши переможцю Хав'єру Фернандесу менше 3 балів.
В середині квітня Ханю вперше взяв участь в Командному Чемпіонаті світу в Токіо. Там він виграв обидва сегменти з новим особистим найвищим результатом сезону (96,27 балів) в короткій програмі, заробив максимальні 24 балів для команди Японії та допоміг їй вибороти бронзу.

### Сезон 2015–16: встановлення світових рекордів
,

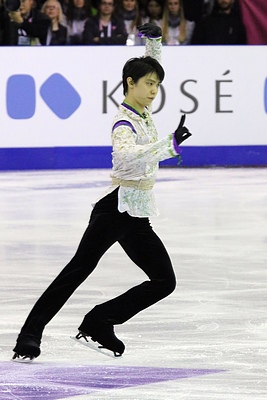
Юдзуру Ханю в довільній програмі "Сеймей", Фіналі Гран-прі 2015-16

Для довільної програми сезону 2015–16 Ханю обрав образ Абе-но Сеймея, легендарного японського астролога та практика древньої космології оммьодо; в програмі використовувались саундтреки до фільмів Чаклун ("Оммьодзі") та його продовження Чаклун-2 ("Оммьодзі-2"). Ханю також зустрічався з виконавцем ролі Абе-но Сеймея в фільмах Номурою Мансаєм для консультації щодо своєї інтерпретації.
Ханю розпочав сезон з перемоги на змаганні 2015 Skate Canada Autumn Classic з відривом більше 36 балів від другого місця. На першому своєму змаганні серії Гран-прі, 2015 Skate Canada International, Ханю став шостим в короткій програмі з 73,25 балами після зриву четверного тулупа до подвійного та виконання каскаду потрійний лутц–подвійний тулуп, що порушував правило Заяк (що регулює кількість допустимих повторів стрибків). В довільній програмі він виконав три четверних стрибки – сальхов та тулуп в першій половині, тулуп в каскаді з подвійним тулупом - та отримав 189,29 балів, друге місце в сегменті та «срібло» змагання з 259,54 балів у сумі, програвши Патріку Чану.
На японському етапі 2015 NHK Trophy в Наґано Ханю побив світовий рекорд з 106,33 балами, вперше виконавши два четверних стрибки (тулуп в каскаді з потрійним тулупом та сальхов) в короткій програмі та став першим за результатами сегменту. В довільній програмі Ханю успішно виконав три четверних стрибки, два потрійні акселі та п'ять потрійних стрибків, та отримав 216,07 балів з загальної сумою 321,40 балів, встановивши два нових світових рекорди та ставши першим фігуристом світу, що перейшов відмітку 200 та 300 балів за довільну програму та суму програм відповідно. Технічна оцінка (118,87 балів) та оцінка компоненти (97,20 балів) в довільній програмі також стали найвищими у світі.
В Фіналі Гран-прі сезону 2015-16 в Барселоні Ханю побив власний світовий рекорд за коротку програму, встановлений двома тижнями раніше, з результатом 110,95 балів (61,81 та 49,14 за техніку та компоненти відповідно), майже на 20 балів попереду Хав'єра Фернандеса на другому місці та інших суперників. За безпомилкову довільну програму Ханю отримав 219,48 балів (120,92 та 98,56 балів за техніку та компоненти відповідно), встановивши свій другий світовий рекорд за змагання; Ханю отримав перемогу з також рекордним результатом 330,43 балів та новим рекордним відривом від другого місця в 37,48 балів - колишній рекорд встановив Євген Плющенко в 2004 році (35,1 бали). Він став першим фігуристом-одиночником, що тричі поспіль став переможцем Фіналу Гран-прі.
26 грудня 2015 року Ханю виграв четвертий титул чемпіона Японії, ставши лідером обох сегментів з загальною сумою 286,36 балів та відривом від срібного медаліста Сьоми Уно майже на 20 балів, хоча припустився помилок в довільній програмі з двома падіннями. По завершенню змагання Ханю об'явив, що не братиме участь в Чемпіонаті чотирьох континентів, щоб зосередитись на підготовці до Чемпіонату світу, що мав відбутись в березні.
На Чемпіонаті світу 2016 в Бостоні Ханю чисто виконав коротку програму та став першим з результатом 110,56 балів, на 11,04 балів випереджаючи Хав'єра Фернандеса. Проте в довільній програмі Ханю припустився багатьох помилок:торкнувся льоду рукою на приземленні першого четверного сальхова, впав з повторної спроби, не зумівши виконати комбінацію, "виступив" з потрійного акселя та потрійного лутца, здвоїв запланований потрійний сальхов. Він став другим за сумою програм після Хав'єра Фернандеса.
26 квітня Японська федерація фігурного катання оголосила, що Ханю з початку сезону страждав від болей в лівій нозі, і його став погіршився з січня; зокрема, травма змусила Ханю запланувати два четверних сальхова замість тулупів в довільній програмі чемпіонату світу. Йому діагностували заплесно-плеснових суглобів (суглобу Лісфранка). Ханю мав на два місяці припинити тренування на льоду задля реабілітації. Участі в літніх шоу на льоду він не приймав та одразу після змагання повернувся до Торонто.

### Сезон 2016–17: другий титул чемпіона світу
На початку сезону Ханю взяв участь в змаганні Autumn Classic International 2016 в Монреалі, де виграв золоту медаль. 30 вересня під час виконання короткої програми Ханю вперше у світі успішно виконав четверний рітбергер на змаганні.
На своєму першому етапі серії Гран-прі, 2016 Skate Canada International в Місісазі Ханю став лише четвертим в короткі програмі, після невдалих виїздів з перших двох стрибкових елементів та відсутності комбінованого стрибка. За довільну програму він отримав 183,41 балів та зайняв друге місце за Патріком Чаном за результатами двох програм.

На японському етапі NHK Trophy 2016 в Саппоро Ханю став першим в короткій програмі з оцінкою 103,89 балів, майже на 16 балів попереду Натана Чена на другому місці. В довільній програмі Ханю виконав три різні четверні стрибки: рітбергер, сальхов та тулуп, – хоча припустився помилок в двох інших стрибкових елементах. За сумою балів він знову перейшов межу в 300  балів з результатом 301,47 балів та виграв золоту медаль. З такими результатами Ханю кваліфікувався до Фіналу Гран-прі в Марселі.

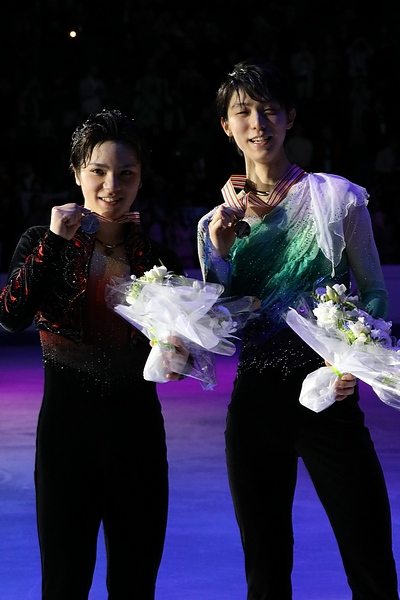
Юдзуру Ханю та Сьома Уно з медалями Чемпіонату світу 2017

В короткій програмі Фіналу Гран-прі Ханю отримав 106,53 бали. В довільній програмі він успішно впорався зі стрибками в першій половині прокату, проте в другій мав помилки на трьох стрибкових елементах; він став третім в даному сегменті, але зумів зберегти першість змагання завдяки результатам короткої програми. Ханю став першим фігуристом чоловічого одиночного катання, що чотири рази поспіль вигравав Фінал Гран-прі; окрім нього, лише Євген Плющенко чотири рази був чемпіоном Фіналу (1999–2001, 2002–03, 2004–05).
Ханю пропустив Чемпіонат Японії 2016–17 через грип. Незважаючи на це, його обрали до складу команди Японії для участі в майбутніх Чемпіонаті чотирьох континентів 2017 та Чемпіонаті світу 2017.
На Чемпіонаті чотирьох континентів, що відбувся в Каннині, Кореї в лютому Ханю став третім за результатом короткої програми з 97,04 балами з помилкою в стрибковій комбінації. Під час довільної програми Ханю здвоїв сальхов в запланованій комбінації четверний сальхов–потрійний тулуп. Після цього в другій половині програми він успішно на ходу замінив три стрибкових елементи на більш складні, щоб компенсувати помилку. Він став першим за результатами довільної програми з 206,67 балами та другим за сумою балів, програвши Натану Чену близько 4 балів.
На Чемпіонаті світу 2017 в Гельсінкі Ханю припустився помилки в комбінованому стрибку короткої програми та втратив один бал за пізній старт та порушення часового регламенту (в 2016–17 сезоні час на підготовку до виступу зменшився з хвилини до 30 секунд). В довільній програмі Ханю безпомилково виконав не лише нестрибкові елементи, такі як доріжки та обертання, але й усі заплановані стрибкові елементи з високими оцінками за виконання (GOE), зокрема, два потрійних акселі та чотири четверних стрибки: рітбергер, два сальхови та тулуп. З оцінкою 223,20 балів Ханю встановив новий рекорд в довільній програмі та виграв свій другий титул чемпіона світу з сумою 321,59 балів. Іншими медалістами стали тогорічний чемпіон Японії Сьома Уно (319,31 балів, «срібло») та чемпіон Китаю Боян Дзінь (303,58, «бронза»).
В кінці квітня Ханю взяв участь в Командному чемпіонаті світу в Токіо як представник команди Японії. Він невдало виконав коротку програму та став сьомим, проте зумів виграти довільну програму з 200,49 балами, виконавши чотири четверні стрибки, три з них – вперше у світі – в другій половині програми. Він додав 18 балів до результату своєї команди, яка виграла «золото».

### Сезон 2017–18: другий титул Олімпійського чемпіона
Для сезону 2017–18 Ханю вирішив знову використати програми сезону 2015–16: коротку під музику Балади № 1, Op.23 (соль-мінор) Фредеріка Шопена та довільну під саундтрек до фільмів "Чаклун" та "Чаклун–2" з оновленими технічними елементами та хореографією.
У вересні 2016 року на першому змаганні сезону, Autumn Classic International, Ханю встановив новий рекорд в короткій програмі з 112,72 балами; він безпомилково виконав коротку програму, два стрибкових елементи отримали від усіх суддів одноголосно найвищу можливу оцінку за якість виконання (+3,00 GOE). Через біль в правому коліні, Ханю не виконував на змаганні четверний рітбергер. В довільній програмі Ханю припустився численних помилок та став другим як за результатами сегменту (155,52 бали), так і за сумою балів (268,24 бали) після Хав'єра Фернадеса.
На своєму першому етапі серії Гран-прі  2017 Rostelecom Cup в Москві Ханю став другим в короткій програмі після Натана Чена: він огано приземлив недокручений четверний рітбергер та впав з другого стрибка комбінації. В довільній програмі Ханю вперше успішно виконав четверний лутц на змаганні (+1,14 GOE за якість виконання); незважаючи на помилки в двох стрибкових елементів, він виграв сегмент з 195,92 балами, але програв  близько трьох балів за сумою двох програм та отримав "срібло" змагання.
На тренуванні перед короткою програмою етапу 2017 NHK Trophy в Осаці Ханю отримав серйозну травму правої щиколотки при спробі виконання четверного лутца. Наступного дня Ханю вирішив знятися зі змагання. Це автоматично позбавило його можливості кваліфікуватись до Фіналу Гран-прі. Оскільки лікування та реабілітація Ханю потребувала більше часу, ніж очікувалось спершу, він взяв участі в Чемпіонаті Японії. Незважаючи на те, що це змагання слугувало етапом відбору для участі в Олімпіаді, згідно з правилами, титул чемпіона світу давав Ханю можливість увійти до складу національної Олімпійської команди. 24 грудня оголосили, що Ханю стане представником Японії на Зимових Олімпійських іграх 2018 в Пхьончхані та майбутньому Чемпіонаті світу з фігурного катання в Мілані.  3 лютого стало відомо, що Ханю не братиме участі в командному етапі змагань Олімпіади, щоб краше підготуватись до індивідуального етапу на своїй тренувальній базі в Торонто.

#### Зимові Олімпійські Ігри 2018
11 лютого Ханю прибув до Південної Кореї в оточенні охорони. Його поява привернула увагу міжнародної преси та медіа: його тренування відвідували сотні журналістів та фотографів. На прес-конференції 19 лютого Ханю сповістив, що до січня не тренувався на льоду, а до виконання потрійних та четверних стрибків повернувся лише за три та два тижні до змагання відповідно. Запланований технічний контент програм не було на той час залишався під питанням.

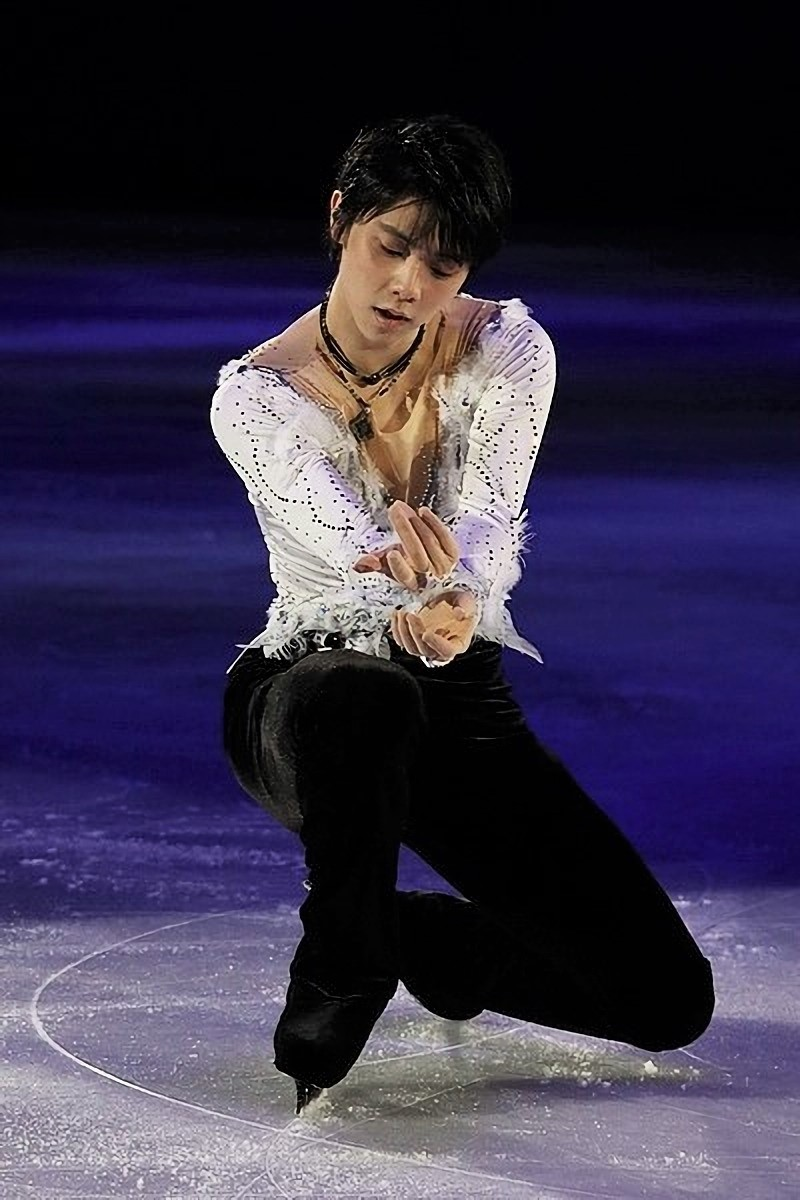
Юдзуру Ханю в показовій програмі Notte Stellatta на Олімпіаді 2018,

16 лютого Ханю бездоганно виконав коротку програму та виграв цей сегмент змагання з оцінкою 111,68 балів, лише на 1,04 балів менше його ж тогочасного світового рекорду. Наступного дня, 17 лютого, Ханю виконав довільну програму з чотирма четверними стрибками (двома тулупами та двома сальховами), троє з них без помилок та з високими надбавками за якість виконання. За неї він отримав 206,17 балів, та з загальної сумою 317,85 балів виграв друге золото Олімпійських ігор поспіль. Ханю став першим фігуристом чоловічого одиночного катання, що зумів захистити свій титул після перемоги Діка Баттона на Олімпійських іграх 1948 та 1952 років. Золота медаль Ханю стала тисячною золотою медаллю Олімпійських ігор за час їх існування. На подіумі Ханю стояв разом зі співвітчизником Сьомою Уно та одноклубником Хав'єром Фернандесом. На цих Олімпійських іграх Ханю обговорювали та згадували на Твіттері більше за всіх спортсменів.
На прес-конференції 18 лютого Ханю розказав, що травма, котру він отримав в листопаді, виявилась більш серйозною, ніж здавалось спершу. Для виступу на Олімпіаді він був змушений використовувати сильні анальгетики, без яких не зміг би виконувати стрибки. Його подальші плани в спорті залишались невизначеними, оскільки травма потребувала лікування та реабілітації, проте Ханю заявив, що лишати спорт намірів не має, а наступною метою має виконання четверного акселю, стрибка в чотири з половиною оберти ще не ратифікованим в фігурному катанні.. 

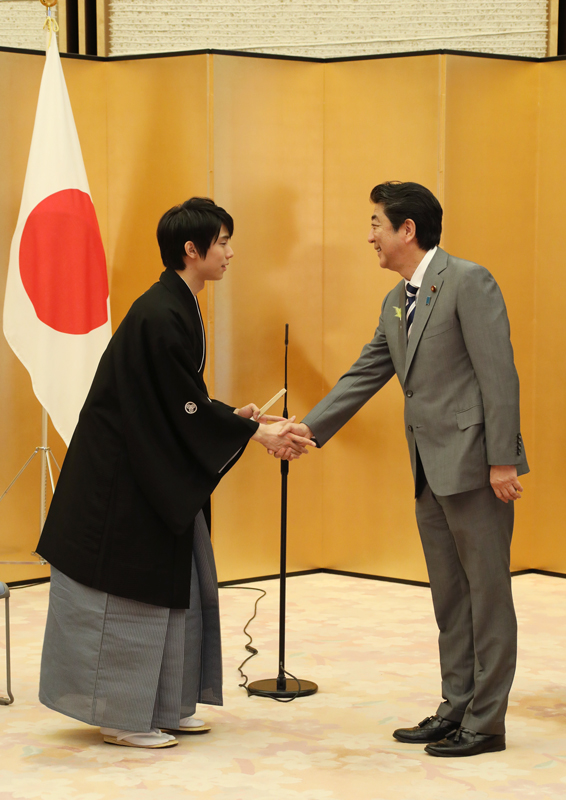
Ханю на врученні Нагороди Народної пошани з прем'єр міністром Сіндзо Абе.

4 березня Японська федерація фігурного катання оголосила рішення Ханю пропустити Чемпіонат світу 2018 в Мілані для лікування травмованої ноги. Результати медичного огляду після Олімпіади вказували на необхідність двотижневого відпочинку та тримісячної реабілітації пошкоджених зв'язок.
22 квітня в рідному місті Ханю, Сендаї, провели парад на честь двох перемог на Олімпіаді, участь в якому взяло понад 100 тисяч людей. Прибутки від параду передали на розвиток місцевого фігурного катання (близько 22 мільйонів йен з урахуванням усіх витрат на проведення).
В квітні 2018 року Ханю організував перше власне льодове шоу, назване "Continues with Wings", в Токіо. Ханю запросив фігуристів, що надихали його в катанні та зіграли важливу роль в його становленні фігуристом. Серед учасників шоу були зокрема Євген Плющенко, Джонні Вейр, Ше-Лінн Бурн, Джеффрі Баттл та Такахіто Мура. Сам Ханю виконав мікс різноманітних старих програм, уникаючи стрибків через реабілітацію. В інтерв'ю по завершенню шоу він підтвердив рішення продовжити спортивну кар'єру та заявив, що бажає виступити на серії Гран-Прі сезону 2018-2019 та "взяти участь в якомога більшій кількості змагань".
1 червня стало відомо, що Ханю присуджено Нагородою Народної пошани, престижну державну нагороду, котру вручає Прем'єр міністр. Ханю став наймолодшою людиною, а також першим фігуристом, що отримав дану нагороду з часів її створення 1977 року. Генеральний секретар Кабінету міністрів Японії, Йошіхіде Суга, сповістив, що нагороду Ханю присуджено з думкою про його "історичне досягнення", що "дало мрії та захоплення людям, надію та відвагу народу".

### Сезон 2018–19: третє срібло чемпіонату світу
На відкритому для преси тренуванні в серпні 2018 року Ханю оголосив свій вибір програм на сезон 2018–19, Коротка програма під композицію „Otoñal” Рауля ді Блазіо та хореографію Джеффрі Баттла стала триб'ютом довільній програмі американського фігуриста Джонні Вейра сезону 2004–05, Довільна програма з назвою „Origin” під композиції „Art on Ice” та „Magic Stradivarius” Едвіна Мартіна та хореографію Ше-Лінн Бурн стала триб'ютом довільній програмі Євгена Плющенко "Присвята Ніжинському" сезону 2003–04. За власними словами, Ханю вирішив обрати музику своїх кумирів в фігурному катанні, оскільки після повторної перемоги на Олімпіаді позбувся необхідності досягати результатів: "Я думаю, відчуваю, ніби віднині можу кататись для себе".
На першому змаганні сезону, 2018 Autumn Classic International, Ханю отримав 97,74 бали за коротку програму з недійсним обертанням. В довільній програмі з декількома поилками на стрибкових елементах Ханю програв корейському фігуристу Чха Джунхвану з 165,91 балами. Ханю став першим за сумою балів (263,65 балів) завдяки короткій програмі.

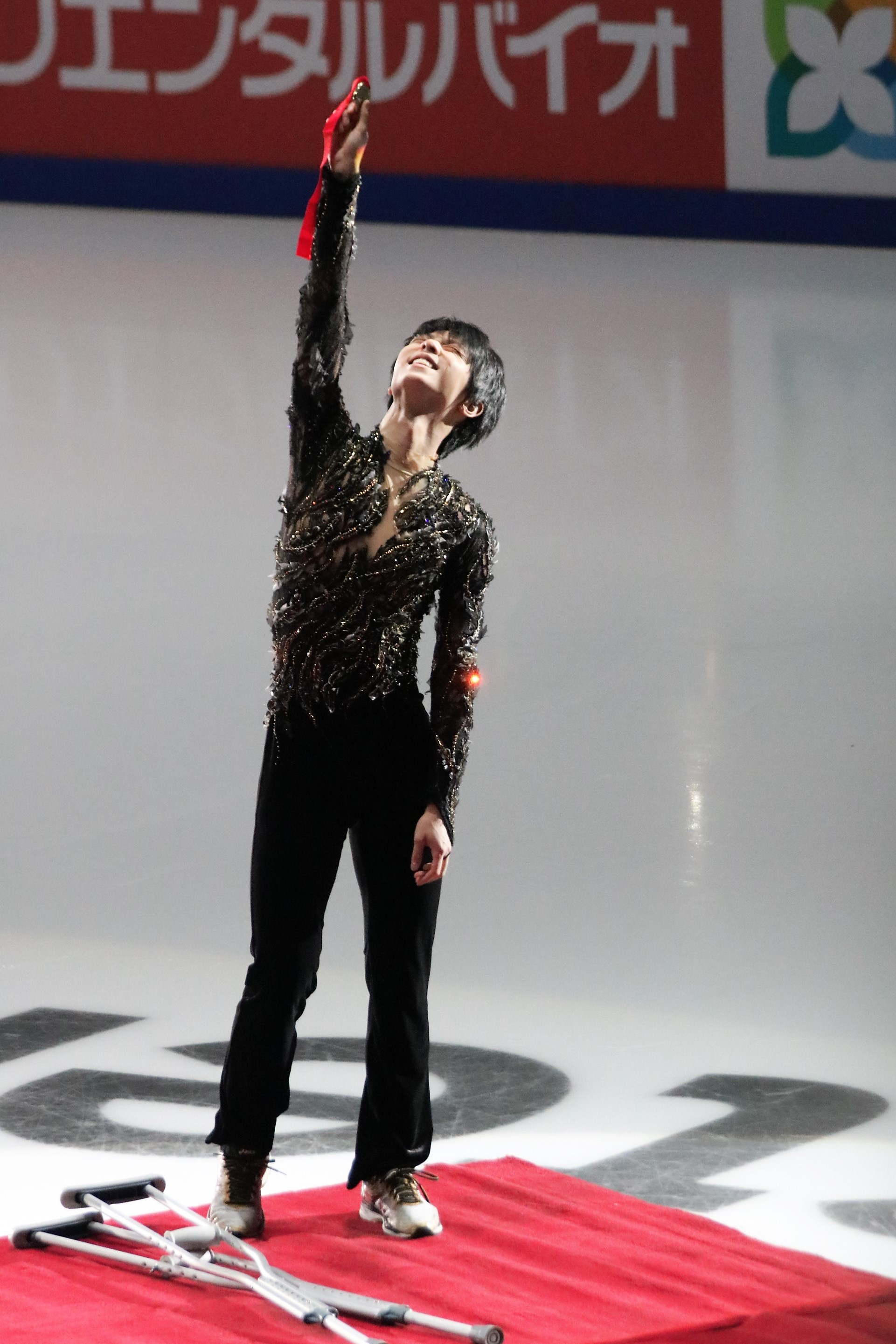
Юдзуру Ханю на церемонії нагородження 2018 Rostelecom Cup

На своєму першому етапі Гран-прі в Гельсінкі Ханю став першим в короткій програмі з результатом 106,69 балів, новим світовим рекордом за нової системи оцінювання. В довільній програмі Ханю виконав чотири четверні стрибки (два були зараховані з неповною кількістю обертів), зокрема вперше світі приземлив секвецію четверний тулуп–потрійний аксель. Ханю став першим з новими світовими рекордами за довільну програму,190,43 балів, та загальними результатами, 297,12 балів. Ханю отримав свою першу перемогу на першому з двох етапі серії Гран-прі з відривом майже 40 балів від другого місця.
На своєму другому етапі, 2018 Rostelecom Cup, Ханю знову встановив рекорд в короткій програмі, отримавши 110,53 балів. Наступного дня на тренуванні перед довільною програмою Ханю отримав повторну травму правої щиколотки, впавши з четверного рітбергера. Ханю розглядав можливість відмовитись від подальшої участі в змаганні, проте вирішив виступити на знеболювальних препаратах, зокрема тому що "дуже хотів виконати цю [довільну] програму в Росії", батьківщині Євгена Плющенко. Ханю став першим в довільній програмі зі змінами в стрибкових елементах, та здобув «золото» з сумою 278,42 балів. Вперше Ханю став переможцем обох своїх етапів Гран-прі. Ханю вийшов на церемонію нагородження на милицях, вирішивши одразу проступити до лікування травми; йому рекомендували три тижні відпочинку.
20 листопада Японська Федерація фігурного катання оголосила, що Ханю не братиме участі в Фіналі Гран-прі в зв'язку з реабілітацією, що займе місяць. Через два тижні стало також відомо, що він пропустить Чемпіонат Японії. Незважаючи на це, Ханю став членом національної команди на Чемпіонаті світу в Сайтамі.
Перед Чемпіонатом Ханю повідомив, що його щиколотка не відновилась повністю, проте він готовий до змагання. В короткій програмі він здвоїв четверний сальхов, анулювавши цей елемент, з 94,87 балами. В довільній програмі Ханю став другим з результатом 206,10 балів, новим світовим рекордом, який Натан Чен згодом побив на цьому ж змаганні. Те саме сталося з рекордом за загальним результатом Ханю, 300,97 балів. Після змагання стало відомо, що Ханю до та під час змагання користувався знеболювальними для щиколотки; скільки часу потребує реабілітація травми було невідомо. Згодом Японська Федерація фігурного катання оголосила, що Ханю не братиме участі в Командному чемпіонаті світу.

### Сезон 2019–20
Для сезону 2019–2020 Ханю обрав лишити обидві програми попереднього року. На першому змаганні сезону, 2019 CS Autumn Classic International, Ханю виграв обидва сегменти змагання, незважаючи на падіння в короткій програмі з четверного сальхова та декількох помилок в довільній програмі.
На першому своєму змаганні серії Гран-прі, 2019 Skate Canada International в Келоуні, Ханю став першим в короткій програмі з відривом близько двадцяти балів від другого місця. В довільній програмі Ханю мав поганий виїзд з четверного рітбергера, але успішно виконав інші стрибкові елементи та встановив нові особисті рекорди як в довільній програмі (212,99 балів), так і за сумою програм (322,59 балів). З результатом на 59,82 балів більше другого місця, Ханю встановив новий рекорд найбільшого відриву переможця в історії серії Гран-прі.
На другому етапі, 2019 NHK Trophy, Ханю знову став першим в короткій програмі з 109,34 балами. В довільній програмі Ханю здвоїв четверний тулуп в запланованій комбінації четверний тулуп–ойлер–потрійний фліп, після чого зумів стрибнути четверний тулуп замість потрійного акселя в комбінації з потрійним тулупом та потрійний сальхов замість подвійного тулупу в комбінації з потрійним акселем для підвищення технічної оцінки. Ханю отримав 195,71 бали та переміг з відривом близько 55 балів.
Через вкрадені документи тренер Гіслен Брайанд не зміг вчасно прибути до Турину, де проходив Фінал Гран-прі, тому Ханю тренувався та виступав в короткій програмі без тренерської команди. В першому сегменті змагання Ханю припустився помилки на потрійному тулупі в комбінації та став другим, на 13 балів позаду Натана Чена. В довільній програмі Ханю вперше успішно приземлив п'ять четверних стрибків, зокрема, четверний лутц – вперше на змаганні з початку сезону 2017–18, Проте він припустився помилки на останньому запланованому стрибковому елементі, секвенції з двох потрійних акселів, став другим в сегменті та за остаточними результатами.
На Чемпіонаті Японії, в якому він виступав вперше участь з сезону 2016–17, Ханю став першим за результатами короткої програми. В довільній програмі Ханю з багатьма помилками на стрибкових елементах став третім після Сьоми Уно та Юми Каґіями. а сумою програм Ханю став другим та отримав «срібло» національного чемпіонату.
Для участі на Чемпіонаті чотирьох континентів в Сеулі Ханю вирішив повернутись до колишніх програм: короткої Ballade No.1 Op.23 (соль-мінор) та довільної SEIMEI, адаптованої до зменшення часу виконання довільної програми після сезону 2017–18 на 30 секунд. В короткій програмі змагання Ханю став першим з 111,83 балами – новою найвищою оцінкою за коротку програму. Сам Ханю назвав свій виступ своїм "найбільш довершеним виступом". в довільній програмі він припустився помилок на двох четверних стрибках, проте виграв сегмент та отримав золото змагання з сумою 299,42 балів. З перемогою на Чемпіонаті чотирьох континентів Ханю став четвертим фігуристом чоловічого одиночного катання, що зібрав золото усіх значних змагань на дорослому рівні (Олімпіада, Фінал Гран-прі, Чемпіонат світу, Чемпіонат Європи/Чемпіонат чотирьох континентів), досягнення, відоме як Золотий Шолом кар'єри. Оскільки Ханю також виграв основні змагання на юніорському рівні (Фінал Гран-прі серед юніорів та Чемпіонат світу серед юніорів), то він одночасно став першим фігуристом чоловічого одиночного катання, що зібрав так званий Супер Шолом кар'єри. Лише п'ять інших атлетів досягали цього в інших дисциплінах фігурного катання.

## Техніка фігурного катання

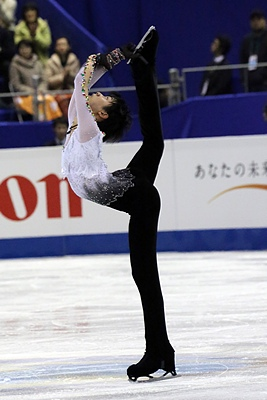
Юдзуру Ханю виконує більман на Олімпіаді-2014

Ханю вважається всестороннім фігуристом, в катанні якого поєднуються технічна майстерність та артистична подача. Стефан Ламб'єль, срібний медаліст Олімпійських ігор 2006 року, назвав Ханю "найбільш довершеним фігуристом, мабуть, що будь-коли існував". Після другої поспіль перемоги на Олімпійських іграх, різноманітні медіа джерела та спортивні коментатори приписували Ханю титул "найвидатнішого фігуриста всіх часів" та відзначали його численні досягнення, стабільні результати та вміння виступати під тиском, з покладеними на нього надіями.

Серед технічних елементів Ханю відомий, зокрема, своїми більманом (рідкість для чоловічого катання), обертанням-"бубликом" та іною бауер з вигином назад. Усі ці елементи потребують значної гнучкості, тому вважаються складними та нечасто виконуються чоловіками. Серед інших помітних та оригінальних елементів –гідроблейд та боковий випад.

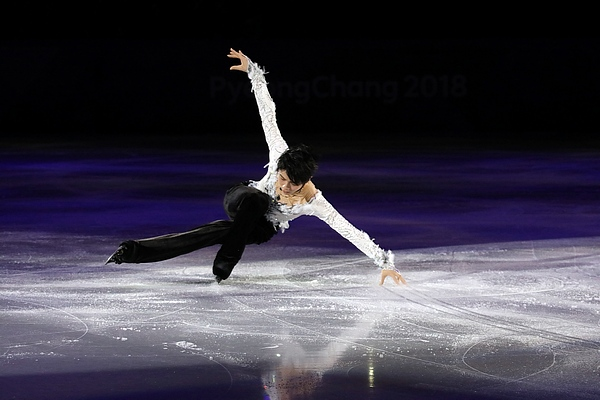
Юдзуру Ханю виконує гідроблейд з однією рукою під час показової програми на Олімпіаді 2018,

Ханю володіє обертаннями на високому рівні: він регулярно виконує обертання максимального (4-го) рівня складності, використовує складні заходи та оригінальні хореографічні рухи руками під музичні акценти. Це дозволяє йому отримувати високі надбавки за якість виконання.
Стрибки Ханю демонструють велику дистанцію та висоту, а також плавність та чіткість приземлень. Він уміє виконувати стрибки без тривалої підготовки, з короткими та різноманітними заходами. Усі ці характеристики дозволяють отримувати високі оцінки за якість виконання. Ханю володіє чотирма типами четверних стрибків: тулупом, сальховом, рітбергером та лутцем. Однак він особливо відомий своїми потрійними акселями, які Ханю зазвичай виконує зі складними заходами виїздами, такими як викрюк назад, твізли та кораблик. Ханю надає перевагу реберним стрибкам (аксель, сальхов та рітбергер). В короткій програмі сезону 2016–17 він демонстрував усі реберні стрибки. У вересні 2016 року Ханю вперше в світі успішно виконав четверний рітбергер на змаганнях; також він неодноразово висловлював бажання виконати четверний аксель. Також Ханю вперше в світі виконав на змаганні секвенцію четверний тулуп–потрійний аксель 2018 року.

## Тренери та хореографи

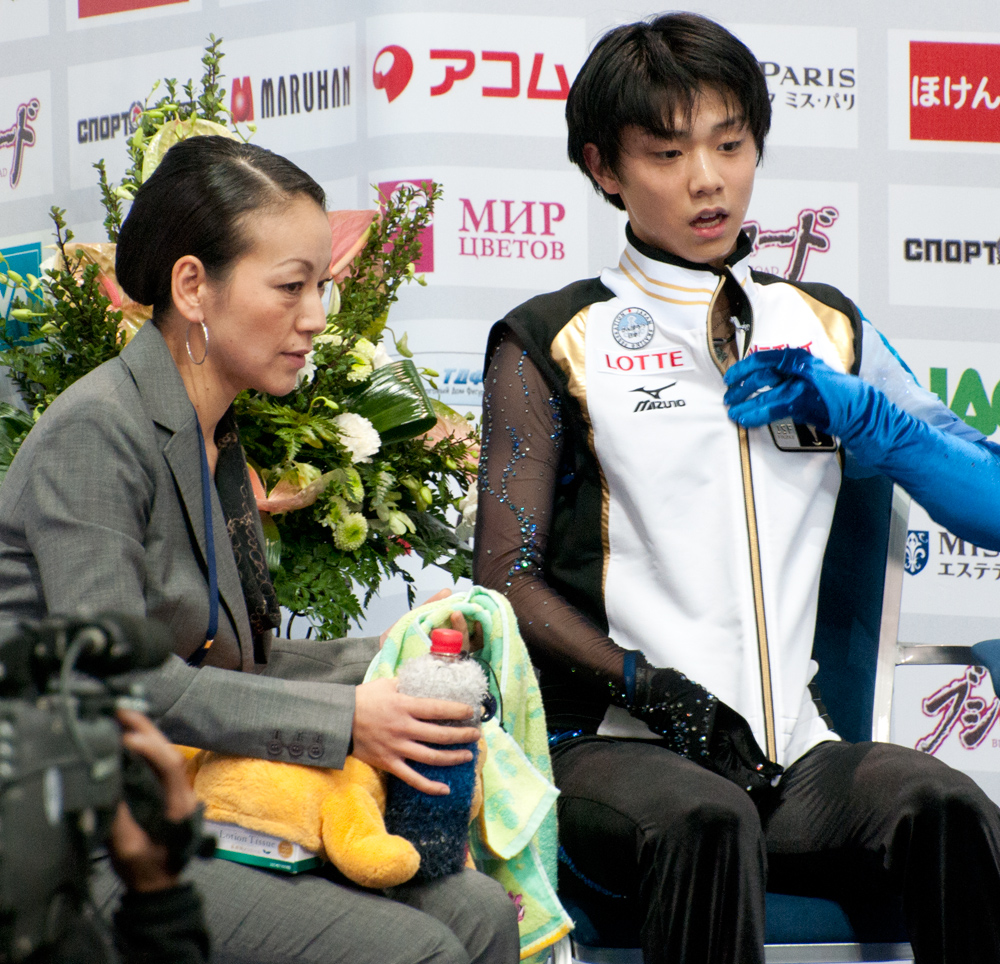
Ханю та Нанамі Абе, 2011 рік

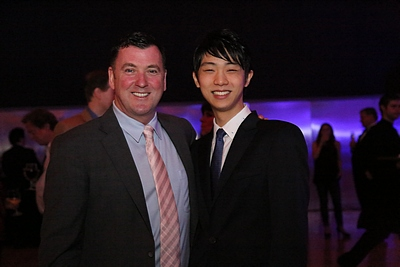
Юдзуру Ханю та тренер Брайан Орсер, 2015 рік

До сезону 2011–12 основним тренером Ханю була тренерка з Сендаю Нанамі Абе. Після третього місця на Чемпіонаті світу 2012 року, Ханю перейшов під керівництво Брайана Орсера, колишнього канадського фігуриста та двократного срібного медаліста Олімпійських ігор, відомого також як тренера Йон А Кім за часів її перемоги на Олімпійських іграх 2010. Після зміни тренера Ханю продовжив відвідувати старшу школу в Сендаї, але часто відвідував спортивний клуб Toronto Cricket, Skating and Curling Club, в якому Орсер працював інструктором з фігурного катання. Зараз тренерська команда Ханю складається з Брайана Орсера, Трейсі Вілсон та Гіслена Брайанда.
Нанамі Абе ставила програми Ханю за часів його змагань серед новачків та юніорів, а також для його першого дорослого сезону 2010–11. Програми для його другого дорослого року ставила Нанамі Абе та Наталія Бестем'янова з Ігором Бобріним, у яких Ханю деякий час тренувався влітку перед початком змагань. Після переходу до Брайана Орсера Ханю співпрацював з різними хореографами: Девідом Вілсоном, Ше-Лінн Бурн та Джеффрі Баттлом. Показові програми йому ставили також Нанамі Абе, Курт Браунінг та Кендзі Міямото.

## Філантропія та публічне життя
Після Великого тохокуського землетрусу 2011 року Ханю брав участь в численних заходах для збору коштів потерпілим та відновлення регіону, висловлював підтримку постраждалим. Разом з іншими фігуристами він виступав на благодійних льодових шоу незабаром після катастрофи, на яких вдалося зібрати більше 150 тис $; Ханю також виставив свої особисті речі на благодійний аукціон на шоу, тим самим зібравши додаткові 2,954,323 ¥ (більше 280 тис ₴) до фонду. В квітні 2012 року в Японії опублікували першу автобіографію Ханю, "Голубе полум'я", всі роялті та частина прибутку з якої відходили сендайській ковзанці Ice Rink Sendai, що потребував ремонту після землетрусу. Роялті від другої автобіографії, "Голубе полум'я 2", також пішли на допомогу ковзанці. 2017 року стало відомо, що загальні пожертвування з автобіографій склали 11,638,660 ¥ та 13,674,115 ¥ відповідно (більше 5,5 млн гривень в сумі). В лютому 2015 року Ханю став представником Японського товариства Червоного Хреста з відновлення регіонів після землетрусу 2011 року. 2014 року Ханю виступив на льодовому шоу для трансляції щорічним благодійним телевізійним проектом 24Hour TV. В рамках цього ж проекту 2015 року Ханю відвідав регіони Фукусіми та Ісіномакі, та взяв інтерв'ю у потерпілих. В липні 2015 року він та учасник групи Hey! Say! JUMP Юрі Тінен створили дизайн для футболок 24Hour TV, прибутки від продажу яких віддавались на благодійність. 21 серпня 2019 року Ханю зобразили на постері в підтримку "Туру Тохоку" разом з головним героєм популярного аніме про велосипедний спорт "Yowamushi Pedal".
Ханю брав участь в різноманітних рекламних кампаніях. У грудні 2013 року, напередодні Олімпіади в Сочі, Ханю разом з Дайсуке Такахасі стали представниками олімпійської кампанії P&G в рамках кампанії "Гордих спонсорів матусь". В лютому 2014 року Ханю рекламував нову уніформу стюардів All Nippon Airways.
Ханю брав участь в рекламі молочного шоколаду Ghana та жуйки жуйки Xylitol White від Lotte, відергри "Monster Hunter 4G" від Capcom, спортивного харчування Amino Vital та інших. 22 серпня 2019 року Citizen офіційно оголосив Ханю своїм представником в Китаї, Гонгконзі та Макао.
Ханю зіграв роль Дате Шігемури, самурайського феодального лорда з Сендаю, у фільмі 2016 року "殿、利息でござる！(Тоно, рісоку де гозару!).
Згідно з опитуванням Oricon News, Ханю був самим популярним спортсменом Японії станом на листопад 2017 року.
Згідно з опитуванням від Sasakawa Sports Foundation для NHK, опублікованим в березі 2019 року, Ханю став першим в рейтингу найулюбленіших японських спортсменів.

## Світові рекорди та інші досягнення

### Найвищі оцінки в чоловічому одиночному катанні[161]
Юдзуру Ханю отримував найвищі оцінки 7 разів за нинішньої +5/-5 GOE (оцінка за якість виконання) системи.
| Коротка програма чоловічого одиночного катання    | Коротка програма чоловічого одиночного катання | Коротка програма чоловічого одиночного катання | Коротка програма чоловічого одиночного катання     |
| Дата                                              | Бали                                           | Змагання                                       | Примітка                                           |
| ------------------------------------------------- | ---------------------------------------------- | ---------------------------------------------- | -------------------------------------------------- |
| 7 грудня 2020                                     | 111,82                                         | 2020 Чемпіонат чотирьох континентів            | Нинішня найвища оцінка.                            |
| 16 листопада 2018                                 | 110,53                                         | 2018 Rostelecom Cup                            |                                                    |
| 3 листопада 2018                                  | 106,69                                         | 2018 Grand Prix of Helsinki                    |                                                    |
| Довільна програма чоловічого одиночного катання   |                                                |                                                |                                                    |
| Дата                                              | Бали                                           | Змагання                                       | Примітка                                           |
| 23 березня 2019                                   | 206,10                                         | 2019 Чемпіонат світу                           | Перша оцінка вище 200 балів; побито Натаном Ченом. |
| 4 листопада 2018                                  | 190,43                                         | 2018 Grand Prix of Helsinki                    |                                                    |
| Загальна сума балів чоловічого одиночного катання |                                                |                                                |                                                    |
| Дата                                              | Бали                                           | Змагання                                       | Примітка                                           |
| 23 березня 2019                                   | 300,97                                         | 2019 Чемпіонат світу                           | Перша оцінка вище 300 балів; побито Натаном Ченом. |
| 4 листопада 2018                                  | 297,12                                         | 2018 Grand Prix of Helsinki                    |                                                    |

### Історичні світові рекорди
Зауваження: З сезону 2018–19 ІСУ ввели нову систему оцінювання +5 /-5 GOE (Grade of Execution, оцінка за якість елементу) на зміну попередньої системи +3 / -3 GOE. Рекорди, встановлені зо системи +3 /-3 GOE оголосили історичними рекордами; усі результати з сезону 2018–19 почали враховуватись до нової статистики.
За системи +3 /-3 GOE Ханю встановив 12 світових рекордів. Серед історичних рекордів Ханю належать рекорди за коротку та довільну програми, рекорд за суму програм, а також чотири з п'яти останніх рекордів в короткій програмі та три з п'яти останніх рекордів в довільній програмі.  
| Історичні рекорди за сумою програм     | Історичні рекорди за сумою програм | Історичні рекорди за сумою програм   | Історичні рекорди за сумою програм |
| Дата                                   | Оцінка                             | Змагання                             | Примітка |
| -------------------------------------- | ---------------------------------- | ------------------------------------ | --- |
| 12 грудня 2015                         | 330,43                             | 2015–16 Фінал Гран-прі               | Історичний світовий рекорд. Ханю став та лишився єдиним фігуристом з оцінкою вище 300 балів за суму програм до сезону 2018–19,          |
| 28 листопада 2015                      | 322,40                             | 2015 NHK Trophy                      | Ханю побив рекорд Патріка Чана, установлений в листопаді 2013 року та став першим фігуристом з оцінкою вище 300 балів за сумою програм. |
| Історичні рекорди в короткій програмі  |                                    |                                      | |
| Дата                                   | Оцінка                             | Змагання                             | Примітка |
| 22 вересня 2017                        | 112,72                             | 2017 CS Autumn Classic International | Історичний світовий рекорд. |
| 10 грудня 2015                         | 110,95                             | 2015–16 Фінал Гран-прі               | Ханю став та лишився єдиним фігуристом з оцінкою вище 100 балів за коротку програму до сезону 2018–19,                                  |
| 27 листопада 2015                      | 106,33                             | 2015 NHK Trophy                      | |
| 13 лютого 2014                         | 101,45                             | Зимові Олімпійські ігри 2014         | Ханю став першим фігуристом з оцінкою вище 100 балів за коротку програму.                                                               |
| 5 грудня 2013                          | 99,84                              | 2013–14 Фінал Гран-прі               | Ханю побив рекорд Патріка Чана, установлений в листопаді 2013 року.                                                                     |
| 23 листопада 2012                      | 95,32                              | 2012 NHK Trophy                      | |
| 19 жовтня 2012                         | 95,07                              | 2012 Skate America                   | Ханю побив рекорд Дайсуке Такахасі, встановлений в квітні 2012 року.                                                                    |
| Історичні рекорди в довільній програмі |                                    |                                      | |
| Дата                                   | Оцінка                             | Змагання                             | Примітка |
| 1 квітня 2017                          | 223,20                             | 2017 Чемпіонат світу                 | Історичний світовий рекорд. Ханю став та лишився єдиним фігуристом з оцінкою вище 220 балів за довільну програму до сезону 2018–19,     |
| 12 грудня 2015                         | 219,48                             | 2015–16 Фінал Гран-прі               | |
| 28 листопада 2015                      | 216,07                             | 2015 NHK Trophy                      | Ханю побив рекорд Патріка Чана 2013 року та став першим фігуристом з оцінкою вище 200 балів.                                            |

### Інші досягнення
- Вперше за 66 років двічі поспіль став Олімпійським чемпіоном.
- Став першим в світі фігуристом, що зібрав Супер Шолом (тобто золоті медалі усіх основних змагань як дорослого, так і юніорського рівня) в дисципліні чоловічого одиночного катання.
- Став першим фігуристом, що чотири рази поспіль ставав чемпіоном Фіналу Гран-прі.
- Став першим фігуристом, що успішно виконав четверний рітбергер на змаганні.
- Став першим фігуристом, що успішно виконав секвенцію четверний тулуп–потрійний аксель на змаганні.
- Став першим фігуристом, що успішно виконав три четверні стрибки в другій половині довільної програми (2017 World Team Trophy).
- 5 сезонів поспіль зберігав першість рейтингу ІСУ.

## Програми
| Сезон     | Коротка програма | Довільна програма | Показова програма |
| --------- | --- | --- | --- |
| 2019–2020 | Otoñal комп. Рауль ді Блазіо хорео. Джеффрі Баттл                                                                           | Origin Art on Ice комп. Едвін Мартон Magic Stradivarius комп. Едвін Мартон хорео. Ше-Лінн Бурн | SEIMEI (з Оммьодзі) комп. Шігеру Умебаяші хорео. Ше-Лінн Бурн Notte stellata (The Swan) комп. Тоні Реніс, Каміль Сен-Санс вик. Il Volo хорео. Девід Вілсон Parisienne Walkways комп. Гері Мур хорео. Джеффрі Баттл |
| 2018–2019 | Otoñal комп. Рауль ді Блазіо хорео. Джеффрі Баттл                                                                           | Origin Art on Ice комп. Едвін Мартон Magic Stradivarius комп. Едвін Мартон хорео. Ше-Лінн Бурн | Haru yo, Koi комп. Юмі Мацутоя вик. Шіня Кійозука хорео. Девід Вілсон Masquerade комп. Тошіміцу Деяма хорео. Ше-Лінн Бурн Crystal Memories комп. Тошіміцу Деяма хорео. Девід Вілсон |
| 2017–2018 | Ballade No.1 Op.23 (соль-мінор) комп. Фредерік Шопен хорео. Джеффрі Баттл                                                   | SEIMEI (з Оммьодзі) комп. Шігеру Умебаяші хорео. Ше-Лінн Бурн | Wings of Words комп. Юкіноджо Морі, Йоко Касінагая, Наохіса Танігучі вик. CHEMISTRY Hope and Legacy View of Silence (з альбому Pretender) Asian Dream Song (з альбому Piano Stories II – The Wind of Life) комп. Дзьо Хісайсі хорео. Ше-Лінн Бурн Haru yo, Koi комп. Юмі Мацутоя вик. Шіня Кійозука хорео. Девід Вілсон Notte Stellata (The Swan)[джерело?] комп. Тоні Реніс, Каміль Сен-Санс вик. Il Volo хорео. Девід Вілсон |
| 2016–2017 | Let's Go Crazy комп. Прінс хорео. Джеффрі Баттл                                                                             | Hope and Legacy View of Silence (from Pretender) Asian Dream Song (from Piano Stories II – The Wind of Life) by Joe Hisaishi choreo. by Shae-Lynn Bourne                                                | Notte Stellata (The Swan) комп. Тоні Реніс, Каміль Сен-Санс вик. Il Volo хорео. Девід Вілсон |
| 2015–2016 | Ballade No.1 Op.23 (соль-мінор) комп. Фредерік Шопен хорео. Джеффрі Баттл                                                   | SEIMEI (з Оммьодзі) комп. Шігеру Умебаяші хорео. Ше-Лінн Бурн | Requiem of Heaven and Earth (з Requiem for the Great East Japan Earthquake 3.11) комп. Ясунобу Мацуо хорео. Кендзі Міямото |
| 2014–2015 | Ballade No.1 Op.23 (соль-мінор) комп. Фредерік Шопен хорео. Джеффрі Баттл                                                   | Привид опери комп. Ендрю Ллойд Веббер хорео. Ше-Лінн Бурн | Parisienne Walkways комп. Гері Мур хорео. Джеффрі Баттл The Final Time Traveler (Останній мандрівник у часі) комп. Сара Еллейн хорео. Кендзі Міямото Hana wa Saku by Fumiya Sashida choreo. by Nanami Abe |
| 2013–2014 | Parisienne Walkways комп. Гері Мур хорео. Джеффрі Баттл                                                                     | Ромео і Джульєтта комп. Ніно Рота хорео. Девід Вілсон | O Verona (з Ромео+Джульєта) комп. Крейг Армстронг Kissing You (з Ромео+Джульєта) комп. Des'ree Escape (з Планкет та Маклейн) комп. Крейг Армстронг хорео. Нанамі Абе, Наталія Бестем'янова, Ігор Бобрін White Legend (з Лебедине озеро) комп. Петро Чайковський вик. Ікуко Каваї хорео. Нанамі Абе Hana Ni Nare комп. Фумія Сушіда хорео. Кендзі Міямото Story комп. AI хорео. Кендзі Міямото Нотр-Дам де Парі комп. Ріккардо Коччанте хорео. Девід Вілсон Етюд ре-мінор, Op. 8, No. 12 комп. Олександр Скрябін вик. Максим Мріца хорео. Нанамі Абе, Наталія Бестем'янова, Ігор Бобрін |
| 2012–2013 | Parisienne Walkways комп. Гері Мур хорео. Джеффрі Баттл                                                                     | Нотр-Дам де Парі комп. Ріккардо Коччанте хорео. Девід Вілсон | Hana Ni Nare комп. Фумія Сушіда хорео. Кендзі Міямото Hello, I Love You комп. The Doors Adam Freeland remix хорео. Курт Браунінг |
| 2011–2012 | Етюд ре-мінор, Op. 8, No. 12 комп. Олександр Скрябін вик. Максим Мріца хорео. Нанамі Абе, Наталія Бестем'янова, Ігор Бобрін | O Verona (з Ромео+Джульєта) комп. Крейг Армстронг Kissing You (з Ромео+Джульєта) комп. Des'ree Escape (з Планкет та Маклейн) комп. Крейг Армстронг хорео. Нанамі Абе, Наталія Бестем'янова, Ігор Бобрін | White Legend (з Лебедине озеро) комп. Петро Чайковський вик. Ікуко Каваї хорео. Нанамі Абе Somebody to Love комп. Джастін Бібер хорео. Нанамі Абе |
| 2010–2011 | White Legend (з Лебедине озеро) комп. Петро Чайковський вик. Ікуко Каваї хорео. Нанамі Абе                                  | Zigeunerweisen комп. Пабло Сарасате хорео. Нанамі АбеVertigo комп. U2 хорео. Нанамі Абе | |
| 2009–2010 | The Bait Bare Island (з "Місія нездійсненна 2") комп. Ганс Ціммер хорео. Нанамі Абе                                         | Рапсодія на тему Паганіні комп. Сергій Рахманінов хорео. Нанамі Абе | Change комп. MONKEY MAJIK + Yoshida Brothers хорео. Нанамі Абе |
| 2008–2009 | Bolero (з Мулен Руж!) комп. Стів Шарпель хорео. Нанамі Абе                                                                  | Рапсодія на тему Паганіні комп. Сергій Рахманінов хорео. Нанамі Абе | Change комп. MONKEY MAJIK + Yoshida Brothers хорео. Нанамі Абе |
| 2007–2008 | Sing, Sing, Sing комп. Луї Пріма хорео. Нанамі Абе                                                                          | Жар-птиця комп. Ігор Стравинський хорео. Нанамі Абе | Sing, Sing, Sing комп. Луї Пріма хорео. Нанамі Абе |
| 2006–2007 | Amazonic вик. Максим Мріца Danse macabre комп. Каміль Сен-Санс хорео. Мегуму Секі                                           | Літній шторм ("Літо" з Чотирьох пор року) by Антоніо Вівальді вик. Ікуко Каваї хорео. Мегуму Секі | |
| 2005–2006 | | З Росії з любов'ю хорео. Шоїчіро Цузукі | |
| 2004–2005 | Спартак хорео. Шоїчіро Цузукі                                                                                               | З Росії з любов'ю хорео. Шоїчіро Цузукі | |

## Результати на змаганнях

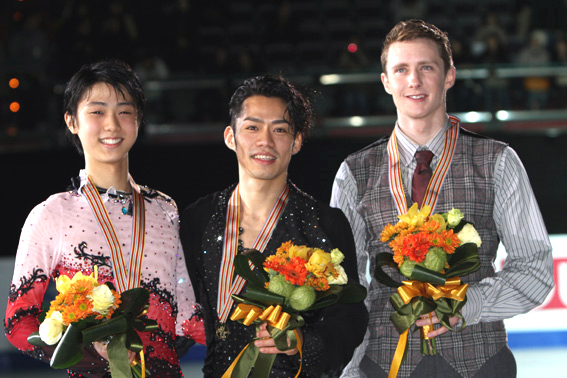
Юдзуру Ханю на подіумі 2011 Чемпіонату чотирьох континентів.

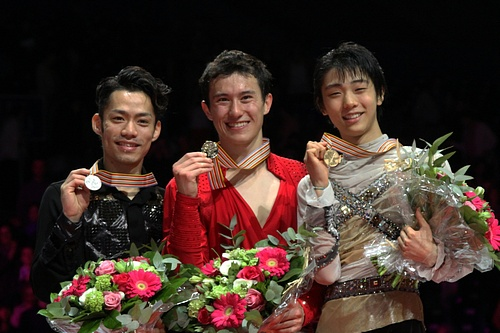
Юдзуру Ханю на подіумі 2012 Чемпіонату світу.

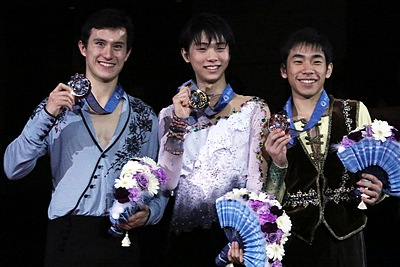
Юдзуру Ханю на подіумі 2013-14 Фіналу Гран-прі.

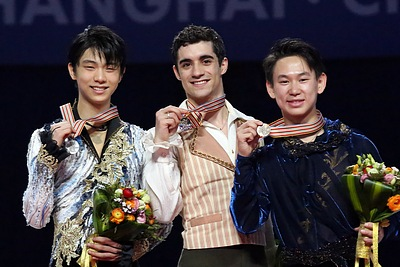
Юдзуру Ханю на подіумі 2015 Чемпіонату світу.

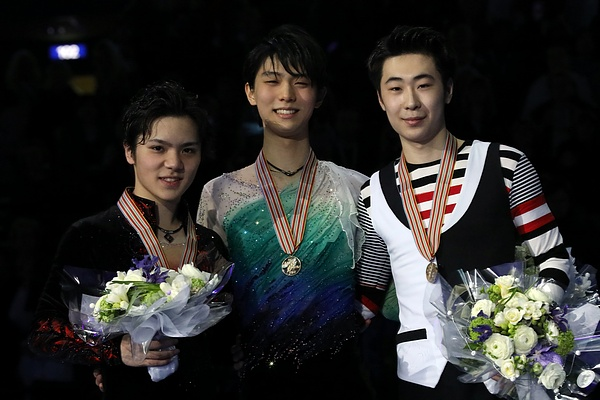
Юдзуру Ханю на подіумі 2017 Чемпіонату світу.

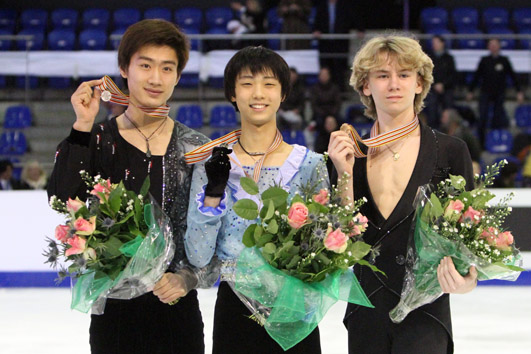
Ханю на церемонії нагородження 2010 Чемпіонату світу серед юніорів.

GP: серія Гран-прі; CS: серія Челенджера; JGP: серія Гран-прі серед юніорів

### 2008–теперішній час
| Міжнародні змагання | Міжнародні змагання | Міжнародні змагання | Міжнародні змагання | Міжнародні змагання | Міжнародні змагання | Міжнародні змагання | Міжнародні змагання | Міжнародні змагання | Міжнародні змагання | Міжнародні змагання | Міжнародні змагання | Міжнародні змагання |
| Event | 08–09               | 09–10               | 10–11               | 11–12               | 12–13               | 13–14               | 14–15               | 15–16               | 16–17               | 17–18               | 18–19               | 19–20               |
| --- | ------------------- | ------------------- | ------------------- | ------------------- | ------------------- | ------------------- | ------------------- | ------------------- | ------------------- | ------------------- | ------------------- | ------------------- |
| Олімпійські ігри |                     |                     |                     |                     |                     | 1                   |                     |                     |                     | 1                   |                     |                     |
| Чемпіонат світу |                     |                     |                     | 3                   | 4                   | 1                   | 2                   | 2                   | 1                   | WD                  | 2                   | С                   |
| Чемпіонат чотирьох континентів |                     |                     | 2                   |                     | 2                   |                     |                     |                     | 2                   |                     |                     | 1                   |
| Гран-Прі Фінал |                     |                     |                     | 4                   | 2                   | 1                   | 1                   | 1                   | 1                   | WD                  | WD                  | 2                   |
| Гран-Прі Франція |                     |                     |                     |                     |                     | 2                   |                     |                     |                     |                     |                     |                     |
| Гран-Прі Cup of China |                     |                     |                     | 4                   |                     |                     | 2                   |                     |                     |                     |                     |                     |
| Гран-Прі Фінляндія |                     |                     |                     |                     |                     |                     |                     |                     |                     |                     | 1                   |                     |
| Гран-Прі NHK Trophy |                     |                     | 4                   |                     | 1                   |                     | 4                   | 1                   | 1                   | WD                  |                     | 1                   |
| Гран-Прі Ростелеком |                     |                     | 7                   | 1                   |                     |                     |                     |                     |                     | 2                   | 1                   |                     |
| Гран-Прі Skate America |                     |                     |                     |                     | 2                   |                     |                     |                     |                     |                     |                     |                     |
| Гран-Прі Skate Canada |                     |                     |                     |                     |                     | 2                   |                     | 2                   | 2                   |                     |                     | 1                   |
| Челенджер Autumn Classic |                     |                     |                     |                     |                     |                     |                     | 1                   | 1                   | 2                   | 1                   | 1                   |
| Челенджер Finlandia |                     |                     |                     |                     | 1                   | 1                   |                     |                     |                     |                     |                     |                     |
| Nebelhorn |                     |                     |                     | 1                   |                     |                     |                     |                     |                     |                     |                     |                     |
| Міжнародні змагання серед юніорів |                     |                     |                     |                     |                     |                     |                     |                     |                     |                     |                     |                     |
| Чемпіонат світу серед юніорів | 12                  | 1                   |                     |                     |                     |                     |                     |                     |                     |                     |                     |                     |
| юн. Гран-прі Фінал |                     | 1                   |                     |                     |                     |                     |                     |                     |                     |                     |                     |                     |
| юн. Гран-прі Хорватія |                     | 1                   |                     |                     |                     |                     |                     |                     |                     |                     |                     |                     |
| юн. Гран-прі Італія | 5                   |                     |                     |                     |                     |                     |                     |                     |                     |                     |                     |                     |
| юн. Гран-прі Польща |                     | 1                   |                     |                     |                     |                     |                     |                     |                     |                     |                     |                     |
| Національні змагання |                     |                     |                     |                     |                     |                     |                     |                     |                     |                     |                     |                     |
| Чемпіонат Японії | 8                   | 6                   | 4                   | 3                   | 1                   | 1                   | 1                   | 1                   | WD                  | WD                  | WD                  | 2                   |
| Чемпіонат Японії серед юніорів | 1                   | 1                   |                     |                     |                     |                     |                     |                     |                     |                     |                     |                     |
| Командні змагання |                     |                     |                     |                     |                     |                     |                     |                     |                     |                     |                     |                     |
| Олімпійські ігри |                     |                     |                     |                     |                     | 5 К 1 І             |                     |                     |                     |                     |                     |                     |
| Командний чемпіонат світу |                     |                     |                     |                     |                     |                     | 3 К 1 І             |                     | 1 К 3 І             |                     | WD                  |                     |
| TBD = змагання ще не відбулося, WD = знявся К = командний результат; І = індивідуальний результат; лише результати команди відповідають медалям. |                     |                     |                     |                     |                     |                     |                     |                     |                     |                     |                     |                     |

### Сезони 2004–2008
| Міжнародні                                          | Міжнародні | Міжнародні | Міжнародні | Міжнародні |
| Змагання                                            | 2004–05    | 2005–06    | 2006–07    | 2007–08    |
| --------------------------------------------------- | ---------- | ---------- | ---------- | ---------- |
| Mladost Trophy                                      |            |            | 1 Н.       |            |
| Skate Copenhagen                                    |            |            |            | 1 Н.       |
| Santa Claus                                         | 1 Н.       |            |            |            |
| Національні                                         |            |            |            |            |
| Чемпіонат Японії серед юніорів                      |            |            | 7          | 3          |
| Чемпіонат Японії серед новачків                     | 1 B.       | 2 B.       | 3 A.       | 1 A.       |
| Рівні: N. = Новачок; A. = Новачок A; B. = Новачок B |            |            |            |            |

## Деталізовані результати змагань
,

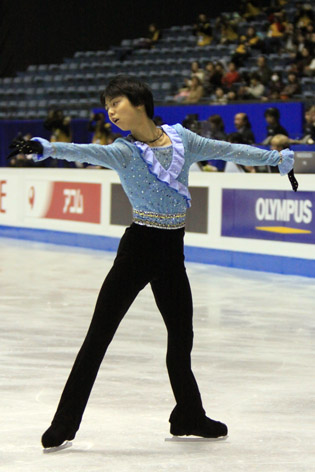
Юдзуру Ханю на 2009–10 Фіналі Гран-прі серед юніорів

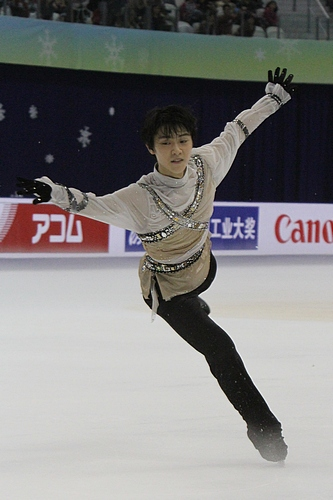
Юдзуру Ханю в довільній програмі на змаганні 2011 Cup of China.

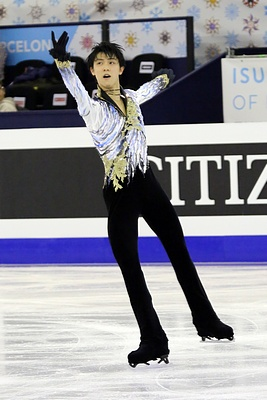
Довільна програма Ханю, Фінал Гран-Прі 2014-2015

Малі медалі в фігурному катанні за коротку та довільну програми вручають лише на Чемпіонатах ІСУ.
- Світові рекорди та найвищі оцінки виділено жирним та курсивом
- КП = коротка програма; ДП = довільна програма
- для командних змагань індивідуальні результати в сумі вказані в круглих дужках після результату команди; лише результати команди враховуються для медалей.

| Сезон 2019–20                | Сезон 2019–20                        | Сезон 2019–20 | Сезон 2019–20 | Сезон 2019–20 |
| Дата                         | Змагання                             | КП            | ДП            | Сума          |
| ---------------------------- | ------------------------------------ | ------------- | ------------- | ------------- |
| 16 – 22 березня 2020         | 2020 Чемпіонат світу                 |               |               |               |
| 4 – 9 лютого 2020            | 2020 Чемпіонат чотирьох континентів  | 1 111,82      | 1 187,60      | 1 299,42      |
| 18-22 грудня 2019            | 2019–20 Чемпіонат Японії             | 1 110,72      | 3 172,05      | 2 282,77      |
| 5–8 грудня 2019              | 2019–20 Фінал Гран-прі               | 2 97,43       | 2 194,00      | 2 291,43      |
| 22–24 листопада 2019         | 2019 NHK Trophy                      | 1 109,34      | 1 195,71      | 1 305,05      |
| 25–27 жовтня 2019            | 2019 Skate Canada International      | 1 109,60      | 1 212,99      | 1 322,59      |
| 12–14 вересня 2019           | 2019 CS Autumn Classic International | 1 98,38       | 1 180,67      | 1 279,05      |
| Сезон 2018–19                |                                      |               |               |               |
| Дата                         | Змагання                             | КП            | ДП            | Сума          |
| 18–24 березня 2019           | 2019 Чемпіонат світу                 | 3 94,87       | 2 206,10      | 2 300,97      |
| 16–18 листопада 2018         | 2018 Rostelecom Cup                  | 1 110,53      | 1 167,89      | 1 278,42      |
| 2–4 листопада 2018           | 2018 Grand Prix of Helsinki          | 1 106,69      | 1 190,43      | 1 297,12      |
| 20–22 вересня 2018           | 2018 Autumn Classic International    | 1 97,74       | 2 165,91      | 1 263,65      |
| Сезон 2017–18                |                                      |               |               |               |
| Дата                         | Змагання                             | КП            | ДП            | Сума          |
| 16–17 лютого 2018            | Зимові Олімпійські ігри 2018         | 1 111,68      | 2 206,17      | 1 317,85      |
| 20–22 жовтня 2017            | 2017 Rostelecom Cup                  | 2 94,85       | 1 195,92      | 2 290,77      |
| 20–23 вересня 2017           | 2017 Autumn Classic International    | 1 112,72      | 5 155,52      | 2 268,24      |
| Сезон 2016–17                |                                      |               |               |               |
| Дата                         | Змагання                             | КП            | ДП            | Сума          |
| 20–23 квітня 2017            | 2017 Командний Чемпіонат світу       | 7 83,51       | 1 200,49      | 1 (3) 284,00  |
| 29 березня – 2 квітня 2017   | 2017 Чемпіонат світу                 | 5 98,39       | 1 223,20      | 1 321,59      |
| 14–19 лютого 2017            | 2017 Чемпіонат чотирьох континентів  | 3 97,04       | 1 206,67      | 2 303,71      |
| 7–11 грудня 2016             | 2016–17 Фінал Гран-прі               | 1 106,53      | 3 187,37      | 1 293,90      |
| 25–27 листопада 2016         | 2016 NHK Trophy                      | 1 103,89      | 1 197,58      | 1 301,47      |
| 28–30 жовтня 2016            | 2016 Skate Canada International      | 4 79,65       | 1 183,41      | 2 263,06      |
| 29 вересня – 1 жовтня 2016   | 2016 Autumn Classic International    | 1 88,30       | 1 172,27      | 1 260,57      |
| Сезон 2015–16                |                                      |               |               |               |
| Дата                         | Змагання                             | КП            | ДП            | Сума          |
| 28 березня – 3 квітня 2016   | 2016 Чемпіонат світу                 | 1 110,56      | 2 184,61      | 2 295,17      |
| 24–27 грудня 2015            | 2015–16 Чемпіонат Японії             | 1 102,63      | 1 183,73      | 1 286,36      |
| 10–13 грудня 2015            | 2015–16 Фінал Гран-прі               | 1 110,95      | 1 219,48      | 1 330,43      |
| 27–29 листопада 2015         | 2015 NHK Trophy                      | 1 106,33      | 1 216,07      | 1 322,40      |
| 30 жовтня – 1 листопада 2015 | 2015 Skate Canada International      | 6 73,25       | 2 186,29      | 2 259,54      |
| 13–15 жовтня 2015            | 2015 Autumn Classic International    | 1 93,14       | 1 184,05      | 1 277,19      |
| Сезон 2014–15                |                                      |               |               |               |
| Дата                         | Змагання                             | КП            | ДП            | Сума          |
| 16–19 квітня 2015            | 2015 Командний Чемпіонат світу       | 1 96,27       | 1 192,31      | 3 (1) 288,58  |
| 23–29 березня 2015           | 2015 Чемпіонат світу                 | 1 95,20       | 3 175,88      | 2 271,08      |
| 26–28 грудня 2014            | 2014–15 Чемпіонат Японії             | 1 94,36       | 1 192,50      | 1 286,86      |
| 11–14 грудня 2014            | 2014–15 Фінал Гран-прі               | 1 94,08       | 1 194,08      | 1 288,16      |
| 28–30 листопада 2014         | 2014 NHK Trophy                      | 5 78,01       | 3 151,79      | 4 229,80      |
| 7–9 листопада 2014           | 2014 Cup of China                    | 2 82,95       | 2 154,60      | 2 237,55      |
| Сезон 2013–14                |                                      |               |               |               |
| Дата                         | Змагання                             | КП            | ДП            | Сума          |
| 24–30 березня 2014           | 2014 Чемпіонат світу                 | 3 91,24       | 1 191,35      | 1 282,59      |
| 13–14 лютого 2014            | Зимові Олімпійські ігри 2014         | 1 101,45      | 1 178,64      | 1 280,09      |
| 6–9 лютого 2014              | Зимові Олімпійські ігри 2014         | 1 97,98       | –             | 5             |
| 20–23 грудня 2013            | 2013–14 Чемпіонатт Японії            | 1 103,10      | 1 194,70      | 1 297,80      |
| 5–8 грудня 2013              | 2013–14 Фінал Гран-прі               | 1 99,84       | 1 193,41      | 1 293,25      |
| 15–17 листопада 2013         | 2013 Trophée Éric Bompard            | 2 95,37       | 2 168,22      | 2 263,59      |
| 25–27 жовтня 2013            | 2013 Skate Canada International      | 3 80,40       | 2 154,40      | 2 234,80      |
| 4–6 жовтня 2013              | 2013 Finlandia Trophy                | 1 84,66       | 1 180,93      | 1 265,59      |
| Сезон 2012–13                |                                      |               |               |               |
| Дата                         | Змагання                             | КП            | ДП            | Сума          |
| 10–17 березня 2013           | 2013 Чемпіонат світу                 | 9 75,94       | 3 169,05      | 4 244,99      |
| 8–11 лютого 2013             | 2013 Чемпіонат чотирьох континентів  | 1 87,65       | 3 158,73      | 2 246,38      |
| 20–24 грудня 2012            | 2012–13 Чемпіонат Японії             | 1 97,68       | 2 187,55      | 1 285,23      |
| 6–9 грудня 2012              | 2012–13 Фінал Гран-прі               | 3 87,17       | 2 177,12      | 2 264,29      |
| 23–25 листопада 2012         | 2012 NHK Trophy                      | 1 95,32       | 1 165,71      | 1 261,03      |
| 19–21 жовтня 2012            | 2012 Skate America                   | 1 95,07       | 3 148,67      | 2 243,74      |
| 4–7 жовтня 2012              | 2012 Finlandia Trophy                | 2 75,57       | 1 172,56      | 1 248,13      |
| Сезон 2011–12                |                                      |               |               |               |
| Дата                         | Змагання                             | КП            | ДП            | Сума          |
| 26 березня – 1 квітня 2012   | 2012 Чемпіонат світу                 | 7 77,07       | 2 173,99      | 3 251,06      |
| 22–26 грудня 2011            | 2011–12 Чемпіонат Японії             | 4 74,32       | 1 167,59      | 3 241,91      |
| 8–11 грудня 2011             | 2011–12 Фінал Гран-прі               | 4 79,33       | 3 166,49      | 4 245,82      |
| 25–27 листопада 2011         | 2011 Rostelecom Cup                  | 2 82,78       | 2 158,88      | 1 241,66      |
| 4–6 листопада 2011           | 2011 Cup of China                    | 2 81,37       | 4 145,16      | 4 226,53      |
| 21–24 вересня 2011           | 2011 Nebelhorn Trophy                | 1 75,26       | 1 151,00      | 1 226,26      |
| Сезон 2010–11                |                                      |               |               |               |
| Дата                         | Змагання                             | КП            | ДР            | Сума          |
| 15–20 лютого 2011            | 2011 Чемпіонат чотирьох континентів  | 3 76,43       | 3 151,58      | 2 228,01      |
| 24–27 грудня 2010            | 2010–11 Чемпіонат Японії             | 2 78,94       | 4 141,12      | 4 220,06      |
| 18–21 листопада 2010         | 2010 Cup of Russia                   | 6 70,24       | 6 132,42      | 7 202,66      |
| 21–24 жовтня 2010            | 2010 NHK Trophy                      | 5 69,31       | 4 138,41      | 4 207,72      |

| Сезон 2009–10              | Сезон 2009–10                          | Сезон 2009–10 | Сезон 2009–10 | Сезон 2009–10 | Сезон 2009–10 | Сезон 2009–10 |
| Дата                       | Змагання                               | Рівень        | КП            | ДП            | Сума          |               |
| -------------------------- | -------------------------------------- | ------------- | ------------- | ------------- | ------------- | ------------- |
| 8–14 березня 2010          | 2010 Чемпіонат світу серед юніорів     | Юніорський    | 3 68,75       | 1 147,35      | 1 216,10      |               |
| 24–27 грудня 2009          | 2009–10 Чемпіонат Японії               | Дорослий      | 13 57,99      | 5 137,23      | 6 195,22      |               |
| 3–6 грудня 2009            | 2009–10 Фінал Гран-прі серед юніорів   | Юніорський    | 3 69,85       | 1 136,92      | 1 206,77      |               |
| 22–23 листопада 2009       | 2009–10 Чемпіонат Японії серед юніорів | Юніорський    | 1 76,00       | 2 118,15      | 1 194,15      |               |
| 7–11 жовтня 2009           | 2009 JGP Croatia Cup                   | Юніорський    | 1 70,78       | 1 130,37      | 1 201,15      |               |
| 9–13 вересня 2009          | 2009 JGP Toruń Cup                     | Юніорський    | 1 66,77       | 1 131,88      | 1 198,65      |               |
| Сезон 2008–09              |                                        |               |               |               |               |               |
| Дата                       | Змагання                               | Рівень        | КП            | ДП            | Сума          |               |
| 23 лютого – 1 березня 2009 | 2009 Чемпіонат світу серед юніорів     | Юніорський    | 11 58,18      | 13 103,59     | 12 161,77     |               |
| 25–27 грудня 2008          | 2008–09 емпіонатт Японії               | Дорослий      | 8 64,50       | 5 117,15      | 8 181,65      |               |
| 23–24 листопада 2008       | 2008–09 Чемпіонат Японії серед юніорів | Юніорський    | 4 57,25       | 1 124,92      | 1 182,17      |               |
| 3–7 вересня 2008           | 2008 JGP Merano Cup                    | Юніорський    | 6 51,06       | 4 95,62       | 5 146,68      |               |

## Нагороди та номінації
Нагорода Народної пошани
- Нагороджено 2018 року

Медалі Пошани Японії
- Пурпурна стрічка (2014, 2018)

Laureus World Sports Awards
- Повернення року - номіновано 2019 року

Олімпійський комітет Японії (JOC)
- Спортивна нагорода JOC - Newcomer Award (2009), Best Award (2013), Нагорода за особливі досягнення (2015), Нагорода особливої пошани(2018)
- Спеціальна Олімпійська нагорода (2014, 2018)

Федерація фігурного катання Японії
- Кубок JOC Most Valuable Player Award (2013, 2014, 2016, 2018)

Медіа
- Асахі Сімбун: Спортивна нагорода Асахі (2014)
- Business Insider: "Найдомінантніші спортсмени" (№33 2014 року, №21 2015 року)
- Тюніті сімбун: 29-та "Спортивна нагорода Тюніті" (2015)
- ESPN: "100 Світової слави" (№70  2018 року, №64 2019 року), "Домінантні 20" №11 (2018)
- Forbes: 30 до 30 Азії 2018
- Асоціація газет Японії (日本新聞協会): "Happy News Person Award" (2018)
- Кахоку сімпо: 64th "Hebei Cultural Award" (2014)
- Майніті сімбун: 22-а "Daily Sports People Award" Гран-прі (2014)
- Sports Graphic Number: 33-а "MVP Award" (2014)
- Клуб спортивної преси Тохоку: Спортивна нагорода (2011, 2014, 2015, 2016, 2018)
- Клуб спортивної преси Токіо: Спеціальний приз (2012), Фігурист року (2014, 2015, 2018)
- TV Asahi: "Нагорода Великого спорту" (2014, 2015, 2016, 2017, 2018), "Спеціальна нагорода спортивних трансляцій" (2019)
- Yahoo! Japan: "Нагорода Yahoo! Search" Grand Prize & Категорія атлетів (2014), Спеціальна категорія & Категорія атлетів (2018)
- Йоміурі сімбун: "Нагорода спорту Японії" Гран-прі (2014, 2018)

## Цікаві факти

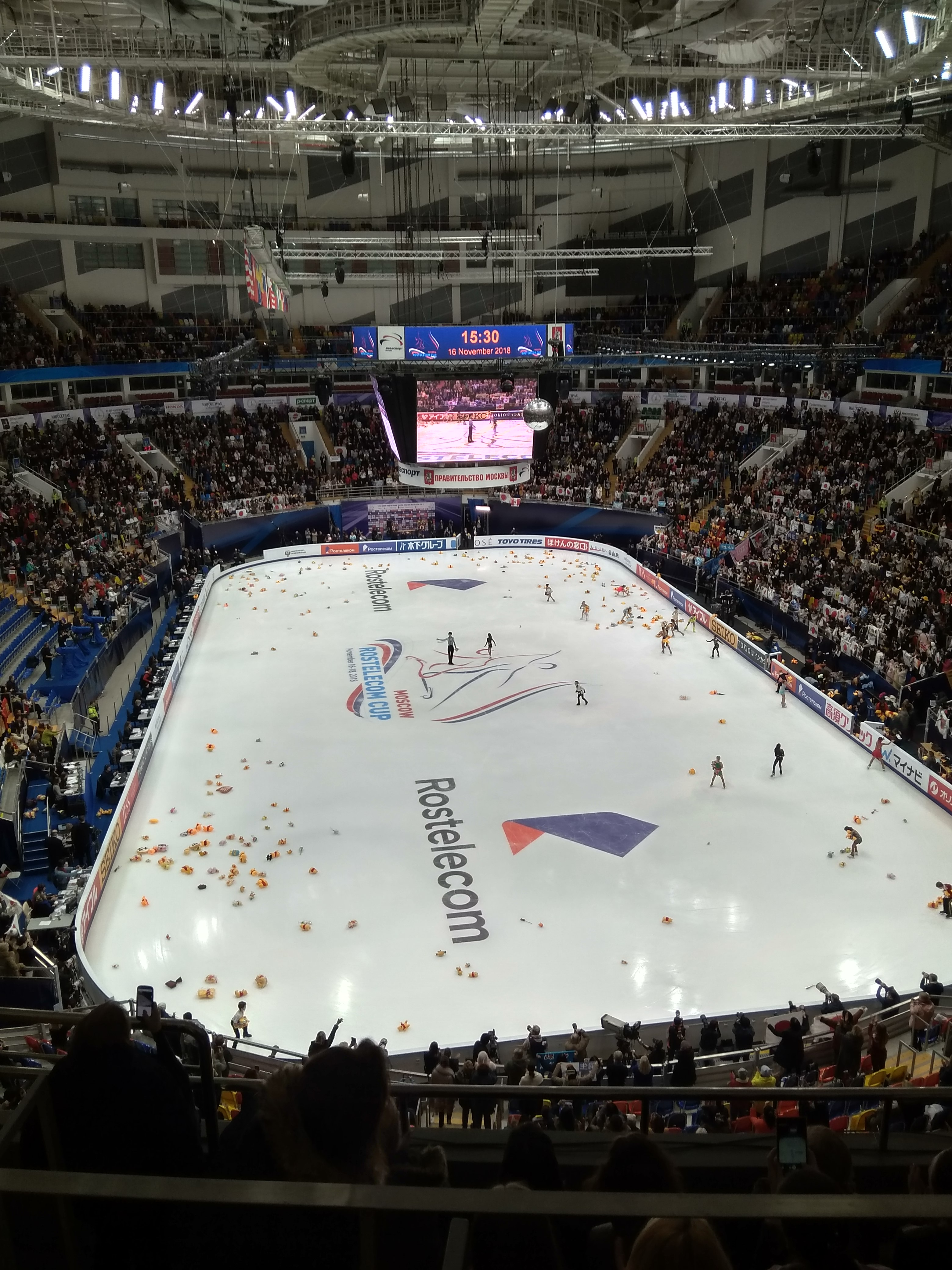
Вінні Пухи на льоду після короткої програми Юдзуру Ханю на 2018 Rostelecom Cup

- Ім'я Юдзуру (結弦) обрав батько, воно складається з ієрогліфів 結 ("вузол") та 弦 ("тятива") та передає побажання "жити з прямотою (гідністю) туго натягнутої тятиви лука".
- Особистим талісманом Ханю є Вінні-Пух. Він використовує футляр для салфетниці з Вінні-Пухом ще з 2010 року, а прихильники після виступу Ханю кидають на лід м'які іграшки з цим персонажем.[170] За словами Ханю, коли він нервує, погляд на незмінний вираз іграшкового Вінні-Пуха допомагає заспокоїтись.[171]
- Його кумиром у фігурному катанні був Євгеній Плющенко.[172]
- У віці двох років у Ханю діагностували астму.
- Група крові B.
- Дизайн костюму для довільної програми сезону 2013–2014 для Ханю створив відомий американський фігурист Джонні Вейр, один з кумирів Ханю.[173]